# Liste der Biografien/Baue
Liste der Biografien |
Portal Biografien |
Personensuche
# |
A |
B |
C |
D |
E |
F |
G |
H |
I |
J |
K |
L |
M |
N |
O |
P |
Q |
R |
S |
T |
U |
V |
W |
X |
Y |
Z |
?
 
Ba |
Be |
Bd |
Bg |
Bh |
Bi |
Bj |
Bl |
Bm |
Bn |
Bo |
Br |
Bs |
Bu |
Bw |
By |
Bz
 
Baa |
Bab |
Bac |
Bad |
Bae |
Baf |
Bag |
Bah |
Bai |
Baj |
Bak |
Bal |
Bam |
Ban |
Bao |
Bap |
Baq |
Bar |
Bas |
Bat |
Bau |
Bav |
Baw |
Bax–Baz
 
Baub |
Bauc |
Baud |
Baue |
Bauf |
Baug |
Bauh |
Bauk |
Baul |
Baum |
Baun |
Baup |
Bauq |
Baur |
Baus |
Baut |
Bauv |
Bauw |
Baux |
Bauy |
Bauz
Die Liste der Biografien führt alle Personen auf, die in der deutschsprachigen Wikipedia einen Artikel haben. Dieses ist eine Teilliste mit 816 Einträgen von Personen, deren Namen mit den Buchstaben „Baue“ beginnt.

## Baue

### Bauef
- Bauefre, Pharaonensohn

### Bauen
- Bauen, Antonio (* 1958), Schweizer Politiker (GP)

### Bauer
- Bauer, deutscher Klavier- und Instrumentenbauer in Berlin

##### Bauer K
- Bauer Kanabas, Andreas, deutscher Opernsänger der Stimmlage Bass

##### Bauer P
- Bauer Paiz, Alfonso (1918–2011), guatemaltekischer Politiker

##### Bauer V
- Bauer von Adelsbach, Johann Joseph Heinrich (1719–1802), deutscher Mediziner und Professor der Medizin in Prag

##### Bauer W
- Bauer Wurster, Catherine (1905–1964), US-amerikanische Stadtplanerin, Hochschullehrerin für Stadtplanung und Stadtgestaltung und Advokatin des öffentlichen Wohnungsbaus

#### Bauer, A – Bauer, Y

##### Bauer, A
- Bauer, Aaron M. (* 1961), US-amerikanischer Herpetologe
- Bauer, Adolf (1827–1897), deutscher Theaterschauspieler
- Bauer, Adolf (1855–1919), österreichischer Althistoriker
- Bauer, Adolf (1864–1937), deutscher Verwaltungsbeamter
- Bauer, Adolf (1877–1948), deutscher Komponist und Musikwissenschaftler
- Bauer, Adolf (1882–1961), deutscher Kommunalpolitiker (SPD)
- Bauer, Adolf (1905–1932), deutscher KPD-Funktionär
- Bauer, Adolf (* 1940), deutscher Politiker (SPD), Vorsitzender des Sozialverbandes
- Bauer, Adolf (* 1945), deutscher Politiker (CSU), ehrenamtlicher Bürgermeister der Stadt Würzburg, kommissarischer Oberbürgermeister der Stadt Würzburg
- Bauer, Ágota (* 1986), ungarische Fußballspielerin
- Bauer, Albert († 1931), deutscher Theaterschauspieler und -regisseur
- Bauer, Albert (1882–1950), deutscher Kaufmann und Politiker (Zentrum), MdL
- Bauer, Albert (1883–1959), deutscher Politiker (SPD)
- Bauer, Albert (1890–1960), deutscher Schriftsteller
- Bauer, Albert (1894–1961), deutscher Historiker und Bibliothekar
- Bauer, Albert (* 1900), deutscher Fechter
- Bauer, Albert (1911–1970), Schweizer Politiker
- Bauer, Alessia (* 1970), Runologin
- Bauer, Alexander (1836–1921), österreichischer Chemiker
- Bauer, Alexander (* 1972), deutscher Politiker (CDU), MdL
- Bauer, Alexander (* 1995), österreichischer Fußballspieler
- Bauer, Alexei Sergejewitsch (* 1986), russischer Radrennfahrer
- Bauer, Alfons (1920–1997), deutscher Komponist und Zitherspieler
- Bauer, Alfred (1911–1986), deutscher Filmhistoriker
- Bauer, Alfredo (1924–2016), österreichisch-argentinischer Arzt, Schriftsteller und Übersetzer
- Bauer, Alice (* 1988), deutsche Schauspielerin und Synchronsprecherin
- Bauer, Alois (1845–1928), österreichischer Politiker
- Bauer, Alois (1879–1969), österreichischer Politiker (SDAP), Abgeordneter zum Nationalrat
- Bauer, Alois (1926–1945), tschechoslowakischer Widerstandskämpfer und Attentäter
- Bauer, Alwin (1856–1928), deutscher Unternehmer und nationalliberaler Politiker, MdL (Königreich Sachsen)
- Bauer, André (1963–1981), deutscher Flüchtling, Todesopfer an der innerdeutschen Grenze
- Bauer, André (* 1968), deutscher Musicaldarsteller und Theaterschauspieler
- Bauer, André (* 1969), US-amerikanischer Politiker
- Bauer, Andrea (* 1966), deutsche Medizinerin und Wissenschaftlerin
- Bauer, Andreas, deutscher Pokerspieler
- Bauer, Andreas (1590–1638), deutscher lutherischer Theologe
- Bauer, Andreas (1866–1900), katholischer Mönch, Missionar und Märtyrer
- Bauer, Andreas (* 1964), deutscher SkispringerAndreas Bauer (* 1964)

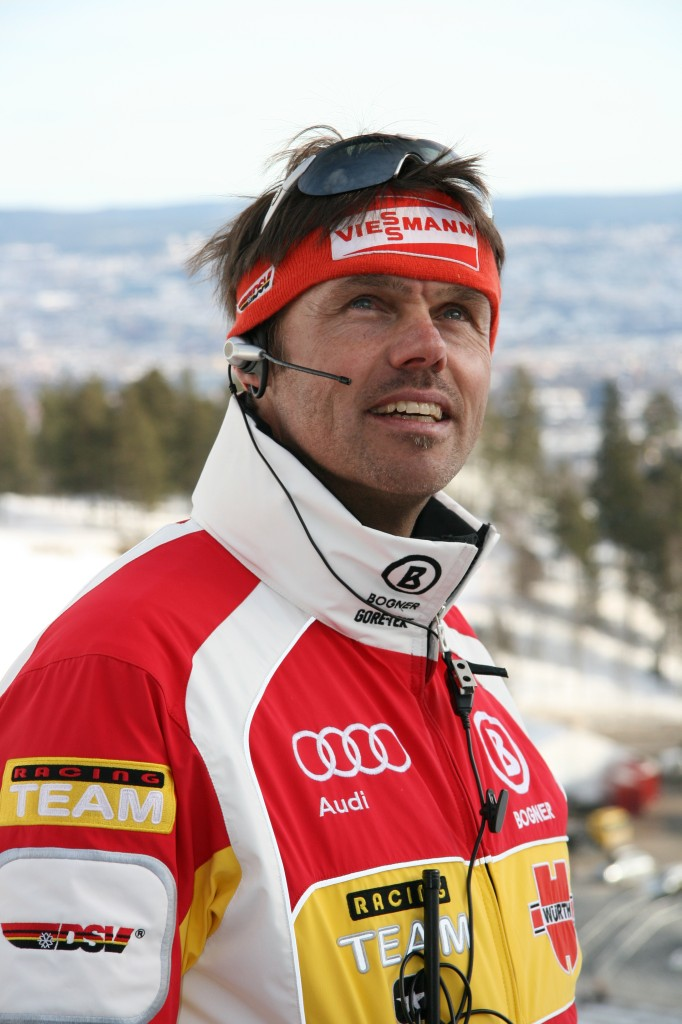
Andreas Bauer (* 1964)

- Bauer, Andreas (* 1985), österreichischer Fußballspieler
- Bauer, Andreas Friedrich (1783–1860), deutscher Techniker und Unternehmer
- Bauer, Angeline (* 1952), deutsche Autorin
- Bauer, Anna Maria (* 1956), polnische Malerin
- Bauer, Anne-Sophie (* 1995), österreichische Politikerin (Grüne)
- Bauer, Annemirl (1939–1989), deutsche Malerin und GrafikerinAnnemirl Bauer (1939–1989)

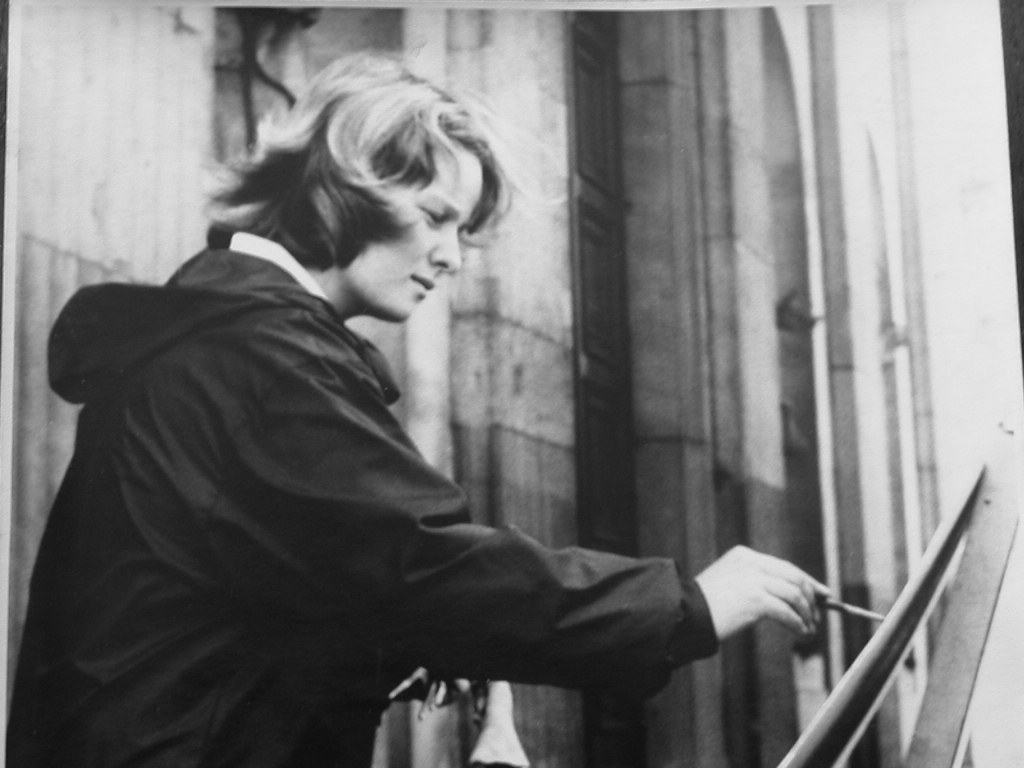
Annemirl Bauer (1939–1989)

- Bauer, Anthony (* 1999), deutscher Basketballspieler
- Bauer, Anton (1772–1843), deutscher Rechtswissenschaftler
- Bauer, Anton (1893–1950), deutscher Komponist
- Bauer, Anton (1931–2014), deutscher Pomologe
- Bauer, Anton Martin (* 1963), österreichischer Springreiter
- Bauer, Antun (1856–1937), Erzbischof in Zagreb
- Bauer, Antun (1911–2000), jugoslawischer Kunsthistoriker
- Bauer, Armin (* 1990), italienischer Nordischer Kombinierer
- Bauer, Arnold (1909–2006), deutscher Schriftsteller und Widerstandskämpfer gegen den Nationalsozialismus
- Bauer, Arthur (1858–1931), österreichischer Theaterschauspieler
- Bauer, Arthur (1895–1959), deutscher Kaufmann und Alpinist
- Bauer, Arthur O. (1942–2025), niederländischer Technikhistoriker und Autor
- Bauer, August (1868–1961), deutscher Bildhauer
- Bauer, Augustin (1735–1784), Abt des Prämonstratenserklosters Steingaden
- Bauer, Axel (* 1955), deutscher Richter und Fachbuchautor
- Bauer, Axel (* 1961), französischer Musiker
- Bauer, Axel W. (* 1955), deutscher Medizinhistoriker, Wissenschaftstheoretiker und MedizinethikerAxel W. Bauer (* 1955)

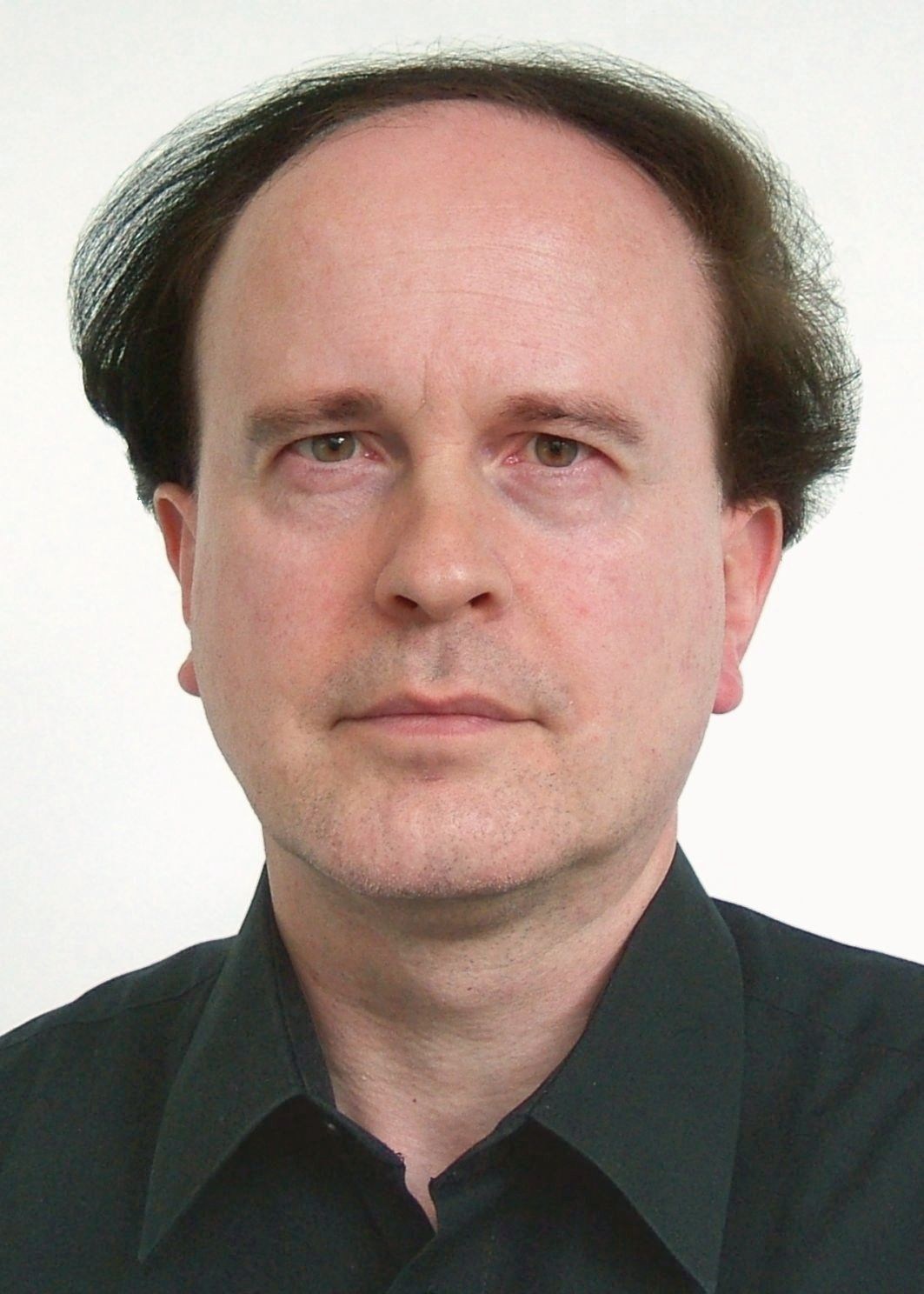
Axel W. Bauer (* 1955)

##### Bauer, B
- Bauer, Barbara (* 1975), deutsche Schauspielerin
- Bauer, Belinda (* 1950), australische Schauspielerin
- Bauer, Belinda (* 1962), britische Schriftstellerin
- Bauer, Benedikt (* 2003), deutscher Fußballspieler
- Bauer, Bernhard (* 1950), deutscher Handballfunktionär
- Bauer, Bernhard (* 1967), deutscher Skirennläufer
- Bauer, Berta (1935–2010), deutsche Unternehmerin
- Bauer, Berthold (1939–2016), österreichischer Geograph
- Bauer, Bertram (* 1940), deutscher Generalarzt des Heeres der Bundeswehr
- Bauer, Bianca (* 1973), deutsche Tischtennisspielerin
- Bauer, Billy (1915–2005), US-amerikanischer Jazzgitarrist
- Bauer, Björn (* 1977), deutscher Basketballspieler
- Bauer, Bobby (1915–1964), kanadischer Eishockeyspieler und -trainer
- Bauer, Branko (1921–2002), jugoslawischer Filmregisseur, Gerechter unter den Völkern
- Bauer, Brook (* 1998), US-amerikanische Beachvolleyballspielerin
- Bauer, Bruno (1809–1882), deutscher Philosoph, Bibelkritiker und SchriftstellerBruno Bauer (1809–1882)

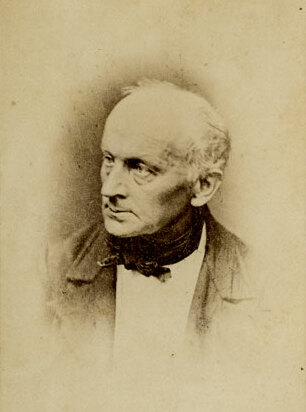
Bruno Bauer (1809–1882)

- Bauer, Bruno (1880–1938), österreichischer Architekt
- Bauer, Bruno (1887–1972), Schweizer Elektrotechniker und Hochschullehrer

##### Bauer, C
- Bauer, Candy (* 1986), deutscher Bobfahrer
- Bauer, Carl (1798–1868), deutscher Jurist, Bürgermeister und Politiker
- Bauer, Carl (* 1868), deutscher Unternehmer
- Bauer, Carl (1876–1947), deutscher Verwaltungsjurist
- Bauer, Carl (1878–1954), deutscher Architekt
- Bauer, Carl (1909–1999), deutscher Architekt, Bauhaus-Schüler und Bau-Sachverständiger
- Bauer, Carl Gottfried (1802–1853), deutscher Theaterschauspieler
- Bauer, Carl Heinrich Martin (1829–1904), deutscher Architekt und Politiker, MdHB, MdR
- Bauer, Carl Josef, deutscher Grafiker und Maler
- Bauer, Carl-Peter (* 1951), deutscher Kinderarzt
- Bauer, Charita (1922–1985), US-amerikanische Schauspielerin
- Bauer, Chris (* 1960), US-amerikanischer Jazz-Mundharmonikaspieler
- Bauer, Chris (* 1966), US-amerikanischer SchauspielerChris Bauer (* 1966)

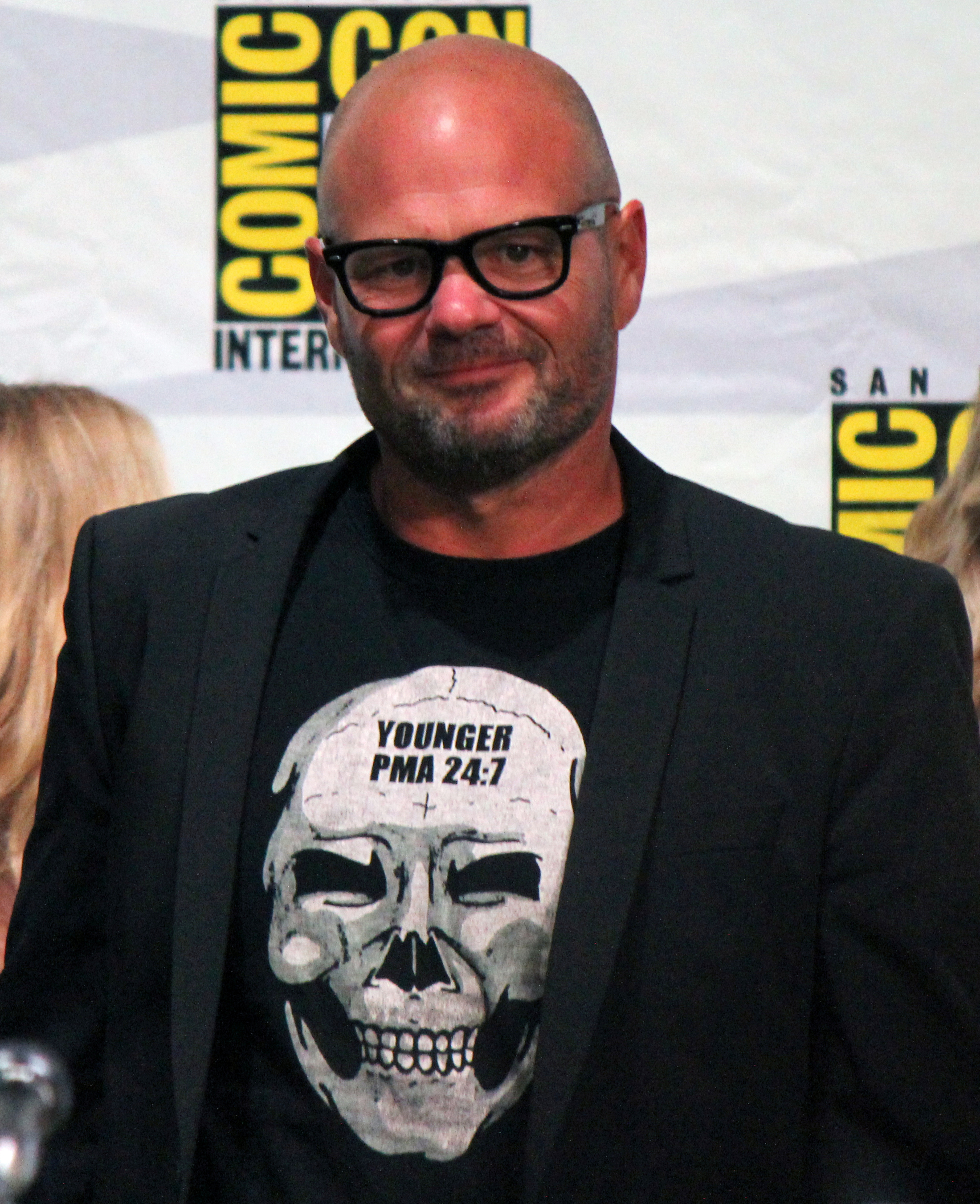
Chris Bauer (* 1966)

- Bauer, Christian, deutscher Kommunalpolitiker
- Bauer, Christian (1787–1854), deutscher lutherischer Theologe, Konsistorialrat und Generalsuperintendent
- Bauer, Christian (1947–2009), deutscher Filmproduzent
- Bauer, Christian (* 1952), deutscher Südostasien- und Sprachwissenschaftler, Hochschullehrer
- Bauer, Christian (* 1963), österreichischer Kunsthistoriker, Kurator und Museumsdirektor
- Bauer, Christian (* 1964), österreichischer Schauspieler, Sprecher und Bühneninspizient
- Bauer, Christian (* 1973), deutscher Theologe
- Bauer, Christian (* 1975), deutscher Fußballspieler
- Bauer, Christian (* 1977), französischer Schachmeister
- Bauer, Christian (* 1979), deutscher Kunstphilosoph und Designtheoretiker
- Bauer, Christian Felix (1667–1717), Feldherr der Kaiserlich Russischen Armee und General der Kavallerie im Großen Nordischen Krieg
- Bauer, Christian Friedrich (1696–1752), deutscher evangelischer Theologe
- Bauer, Christian Richard (* 1984), deutscher Schauspieler und Sänger
- Bauer, Christoph (1718–1778), deutscher lutherischer Theologe
- Bauer, Christoph (1957–2017), deutscher Schriftsteller
- Bauer, Christoph W. (* 1968), österreichischer Schriftsteller
- Bauer, Clara-Luise (* 1997), österreichische Schauspielerin
- Bauer, Claudia (* 1966), deutsche Regisseurin
- Bauer, Claus (* 1935), deutscher Fußballspieler
- Bauer, Clemens (1899–1984), deutscher Historiker
- Bauer, Conny (* 1943), deutscher Posaunist und Jazz-MusikerConny Bauer (* 1943)

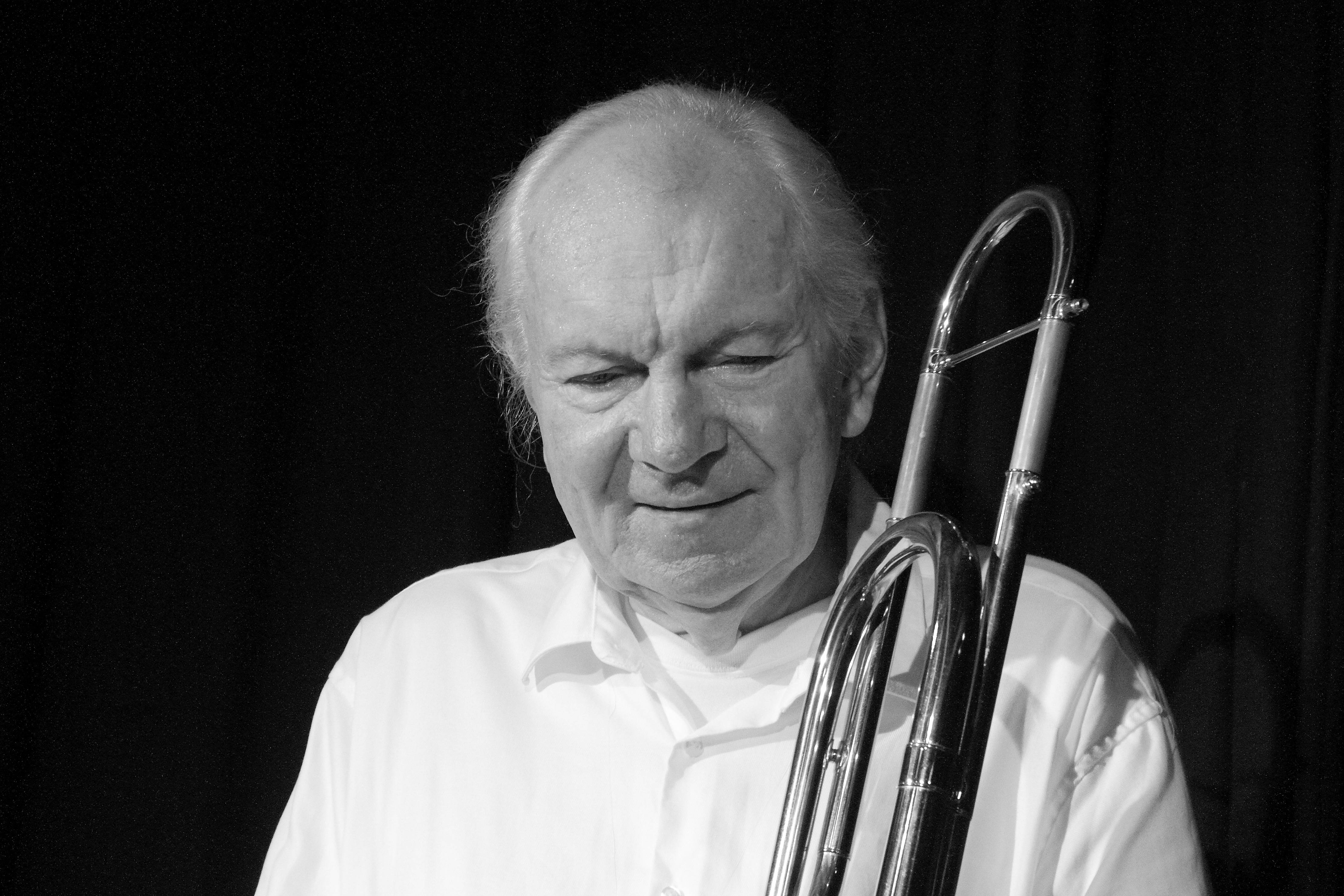
Conny Bauer (* 1943)

- Bauer, Constantin (1852–1924), deutscher Maler
- Bauer, Constantin (1883–1966), deutscher Schriftsteller
- Bauer, Craig P. (* 1972), US-amerikanischer Mathematiker und Kryptologe
- Bauer, Curt (1880–1944), deutscher Textilunternehmer

##### Bauer, D
- Bauer, Daniel (* 1982), deutscher FußballspielerDaniel Bauer (* 1982)

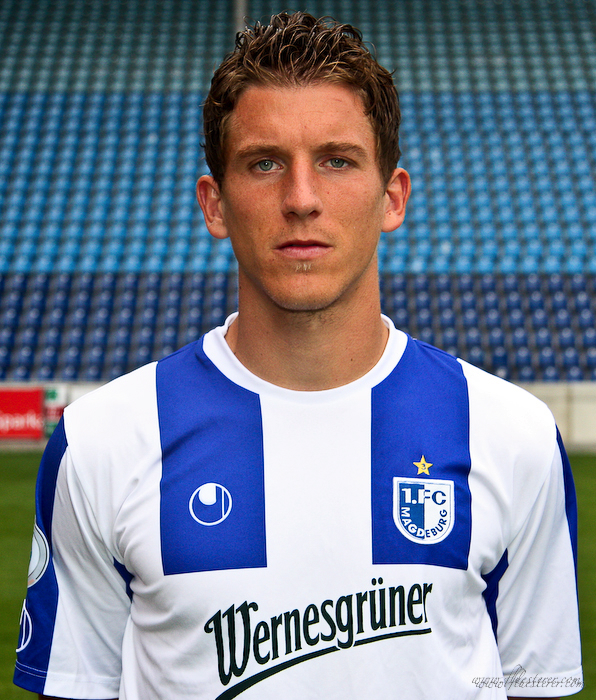
Daniel Bauer (* 1982)

- Bauer, Dennis (* 1980), deutscher Säbelfechter
- Bauer, Dieter (* 1968), deutscher Physiker
- Bauer, Dieter R. (* 1951), deutscher Historiker
- Bauer, Dietmar (* 1972), österreichischer Ökonometriker, Hochschullehrer, Basketballspieler
- Bauer, Dietrich (1940–2014), deutscher Ökonom
- Bauer, Dolores (1934–2010), österreichische Journalistin und Politikerin (ÖVP), Landtagsabgeordnete
- Bauer, Dominik (* 1978), deutscher Comiczeichner
- Bauer, Dominik (* 1997), deutscher Radrennfahrer
- Bauer, Dori (* 1987), österreichische Radio- und Fernsehmoderatorin

##### Bauer, E
- Bauer, Eberhard (1914–1984), deutscher Unternehmer
- Bauer, Eberhard (1929–2017), deutscher Gymnasiallehrer und Heimatforscher
- Bauer, Eberhard (* 1944), deutscher Psychologe
- Bauer, Edgar (1820–1886), philosophischer Schriftsteller
- Bauer, Edit (* 1946), slowakische Politikerin, MdEP
- Bauer, Edmond (1880–1963), französischer Physiker
- Bauer, Eduard (1894–1948), österreichischer Fußballspieler und -trainer
- Bauer, Eduin (1816–1892), deutscher Pfarrer und Autor
- Bauer, Edwin (1873–1968), deutscher Fotograf
- Bauer, Elkan (1852–1942), österreichischer Komponist und Liedermacher
- Bauer, Else (1893–1967), deutsche Politikerin (USPD/SPD/SED)
- Bauer, Elvira (* 1915), deutsche Kindergärtnerin und Verfasserin und Illustratorin eines nationalsozialistisch-antisemitischen Kinderbuchs
- Bauer, Emil (1848–1931), deutscher Theaterschauspieler
- Bauer, Emmanuel J. (* 1959), österreichischer Philosoph
- Bauer, Erhard († 1493), Steinmetz und Stadtbaumeister von Eger
- Bauer, Erhard (1925–1994), deutscher Fußballspieler, DDR-Fußballnationalspieler
- Bauer, Erich (1885–1972), deutscher Rechtsanwalt und Entomologe
- Bauer, Erich (1890–1970), deutscher Richter und Studentenhistoriker
- Bauer, Erich (* 1959), deutscher katholischer Theologe
- Bauer, Erich Hermann (1900–1980), deutscher Kriegsverbrecher
- Bauer, Erika (1927–2020), deutsche Germanistin, Sprachwissenschaftlerin und Hochschullehrerin
- Bauer, Ernest (1910–1995), exilkroatischer Publizist und Politikwissenschaftler
- Bauer, Ernst (1848–1930), deutscher Mediziner
- Bauer, Ernst (1860–1942), österreichischer und tschechoslowakischer Beamter und Amateurbiologe
- Bauer, Ernst (1863–1919), deutscher Jurist, Kommunalbeamter und Senator
- Bauer, Ernst (1914–1988), deutscher Marineoffizier, zuletzt Kapitän zur See der Bundesmarine
- Bauer, Ernst (1916–1991), deutscher Verleger, Person des Jugendwiderstands
- Bauer, Ernst (1921–1967), deutscher Maler und Graphiker
- Bauer, Ernst (1926–2005), deutscher Basketballfunktionär
- Bauer, Ernst G. (* 1928), deutsch-amerikanischer Physiker
- Bauer, Ernst vom (1896–1945), deutscher Generalmajor im Zweiten Weltkrieg
- Bauer, Ernst Waldemar (1926–2015), deutscher Fernsehpublizist, Biologe, Buchautor, Dokumentarfilmer und Politiker (FDP), MdLErnst Waldemar Bauer (1926–2015)

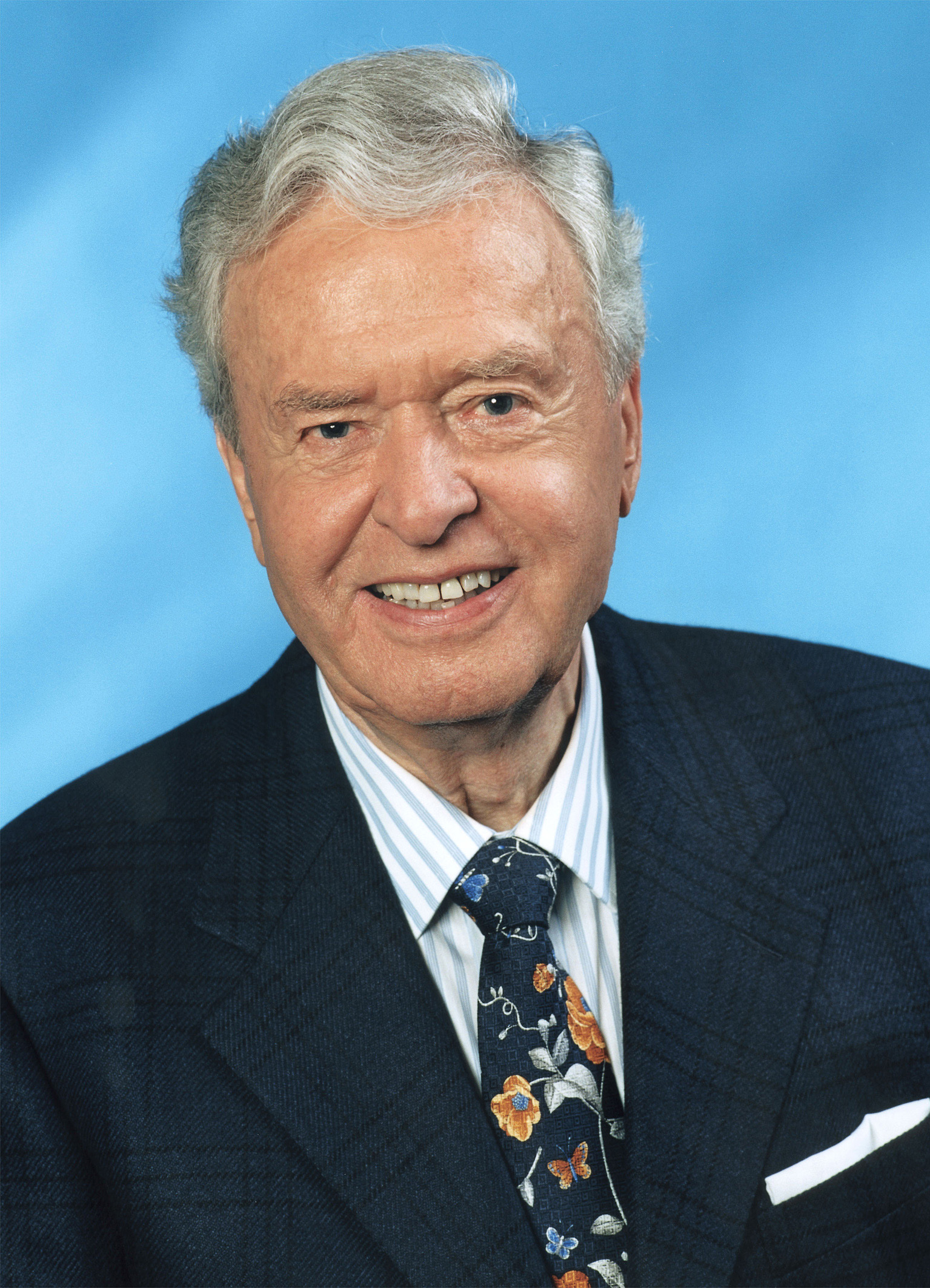
Ernst Waldemar Bauer (1926–2015)

- Bauer, Ervin (1890–1938), ungarischer Biologe
- Bauer, Erwin (1912–1958), deutscher Automobilrennfahrer
- Bauer, Erwin Heinrich (1857–1901), baltendeutscher Schriftsteller und Journalist
- Bauer, Erwin K. (* 1965), österreichischer Grafikdesigner und Landwirt
- Bauer, Esther (1924–2016), deutsche Holocaust-Überlebende und -Zeugin
- Bauer, Eva Maria (1923–2006), deutsche Schauspielerin und Synchronsprecherin

##### Bauer, F
- Bauer, Falk (* 1967), deutscher Kostümbildner
- Bauer, Felice (1887–1960), Verlobte von Franz KafkaFelice Bauer (1887–1960)

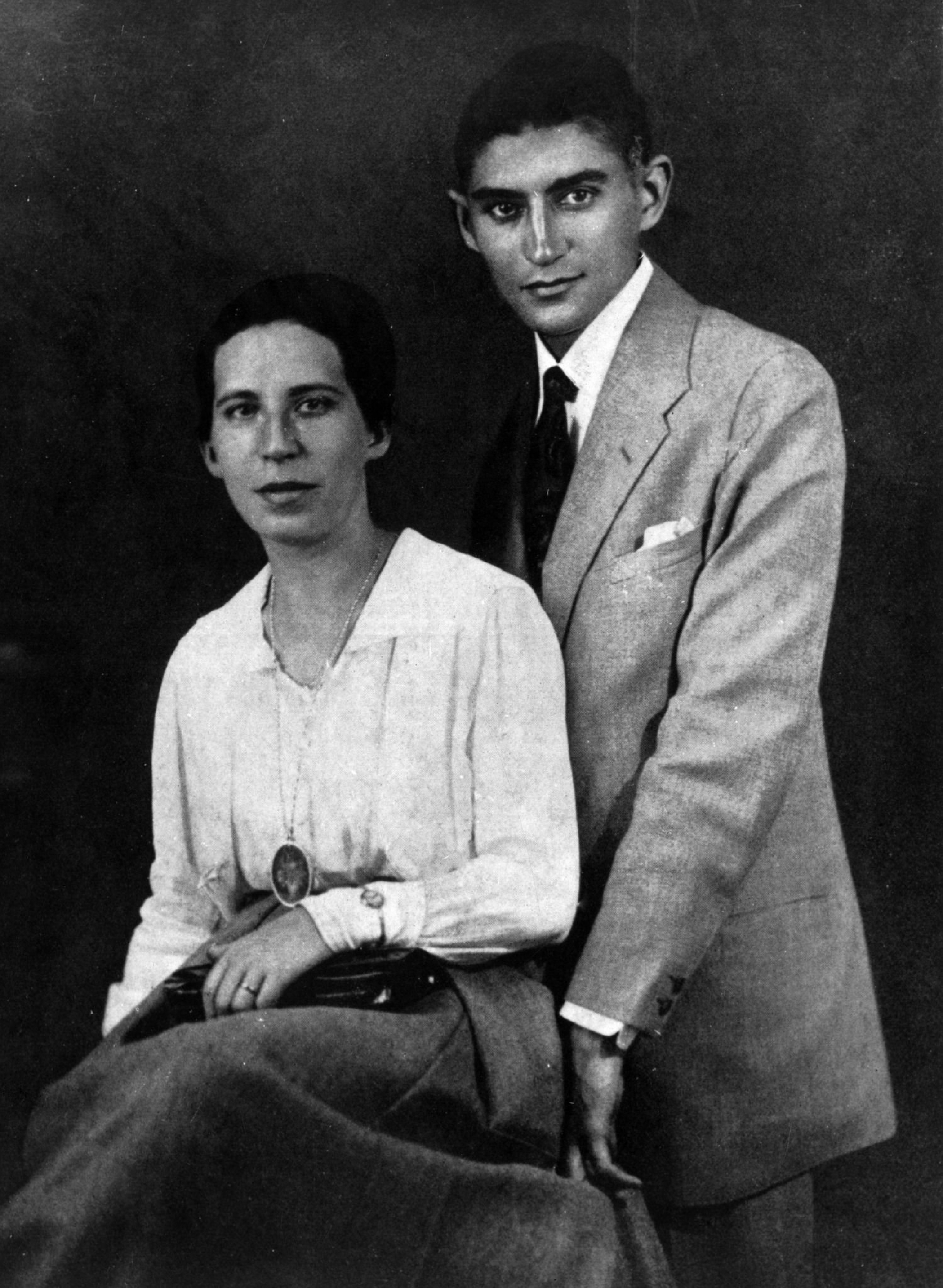
Felice Bauer (1887–1960)

- Bauer, Felicitas (* 1998), deutsche Synchronsprecherin
- Bauer, Felix (1903–1976), deutscher Ornithologe
- Bauer, Ferdinand (1760–1826), österreichischer botanischer Zeichner
- Bauer, Ferdinand von (1825–1893), österreichischer General und Reichskriegsminister
- Bauer, Ferry (1916–2010), österreichischer Regisseur, Schauspieler und langjähriger Leiter der Literatur- und Hörspielabteilung beim ORF Oberösterreich in Linz
- Bauer, Florian (* 1979), deutscher Synchronsprecher
- Bauer, Florian (* 1983), deutscher Schauspieler
- Bauer, Florian (* 1991), österreichischer Fußballspieler
- Bauer, Florian (* 1994), deutscher Bobfahrer
- Bauer, Frank-Michael (1941–2006), deutscher Politiker (CDU, Statt Partei, Partei Rechtsstaatlicher Offensive), MdHB
- Bauer, Frans (* 1973), niederländischer SchlagersängerFrans Bauer (* 1973)

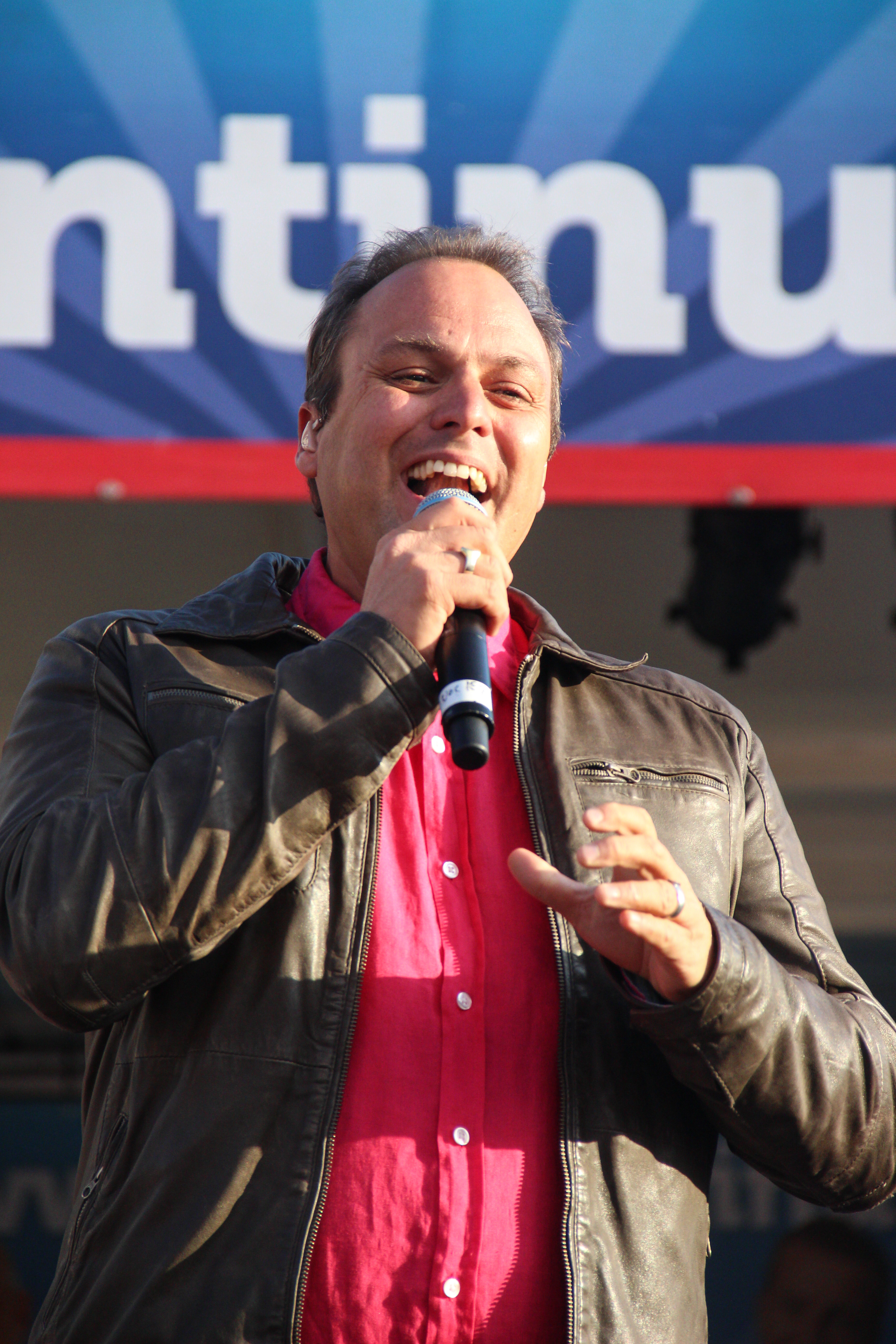
Frans Bauer (* 1973)

- Bauer, Franz (1798–1872), österreichischer Bildhauer
- Bauer, Franz (1874–1930), österreichischer Politiker (CS), MdL (Burgenland)
- Bauer, Franz (1876–1944), österreichischer Politiker (CS), Abgeordneter zum Nationalrat
- Bauer, Franz (1894–1966), deutscher Politiker (NSDAP), MdR
- Bauer, Franz (1901–1969), deutscher Mundartautor und Lehrer
- Bauer, Franz (1901–1964), österreichischer Politiker (ÖVP), Amtsführender Stadtrat, Landtagspräsident
- Bauer, Franz (1910–1986), deutscher Schulpolitiker, Pädagoge und Schriftsteller
- Bauer, Franz (1923–2001), deutscher Forstmann und Journalist
- Bauer, Franz (1927–1988), österreichischer Politiker (ÖVP), Landtagsabgeordneter, Abgeordneter zum Nationalrat
- Bauer, Franz (1930–2020), deutscher Pädagoge
- Bauer, Franz (* 1936), italienischer Politiker (Südtirol)
- Bauer, Franz (* 1952), deutscher Historiker
- Bauer, Franz (* 1968), deutscher Jazzmusiker (Mallets, Komposition)
- Bauer, Franz Alto (* 1965), deutscher Christlicher Archäologe und Byzantinischer Kunsthistoriker
- Bauer, Franz Andreas (1758–1840), österreichisch-englischer biologischer Illustrator
- Bauer, Franz Ludwig (1857–1913), deutscher physiologischer Chemiker
- Bauer, Franz Sales (1849–1912), Abt von Rein
- Bauer, Franz Xaver (* 1859), deutscher Politiker
- Bauer, Franziskus von Sales (1841–1915), Bischof von Brünn und Erzbischof von Olmütz
- Bauer, Fred (1928–2022), Schweizer Maler Grafiker, Illustrator, Holzschneider, Plakatkünstler und Buchgestalter
- Bauer, Friedrich (1812–1874), deutscher Theologe, Pädagoge und Germanist
- Bauer, Friedrich (1872–1937), deutscher Gartenarchitekt
- Bauer, Friedrich (1876–1930), deutscher Verwaltungsbeamter
- Bauer, Friedrich (1906–1990), deutscher Kommunalpolitiker
- Bauer, Friedrich Franz (1903–1972), deutscher Fotograf
- Bauer, Friedrich Karl (1912–1991), deutscher Gestapo-Beamter, Mitarbeiter des Bundesamtes für Verfassungsschutz, in die DDR entführt und verurteilt
- Bauer, Friedrich L. (1924–2015), deutscher Pionier der Informatik
- Bauer, Friedrich Wilhelm (1731–1783), preußischer Freihusarenführer, russischer Generalquartiermeister und Generalleutnant sowie Kartograph
- Bauer, Friedrich-Wilhelm (1932–2019), deutscher Mathematiker und Kommunalpolitiker
- Bauer, Fritz, deutscher Landrat
- Bauer, Fritz (1865–1936), deutscher Bibliothekar
- Bauer, Fritz (1893–1982), deutscher Radrennfahrer
- Bauer, Fritz (1903–1968), deutscher Richter, Staatsanwalt und AutorFritz Bauer (1903–1968)

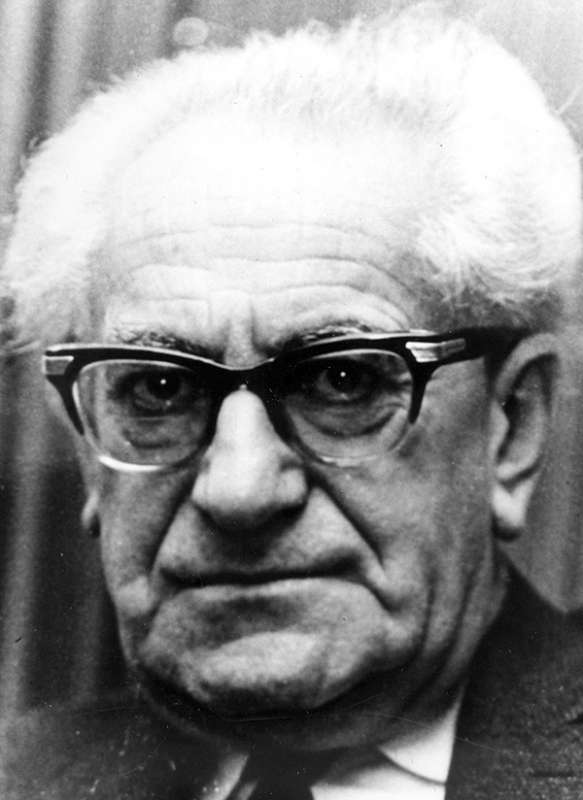
Fritz Bauer (1903–1968)

- Bauer, Fritz (1906–1992), deutscher Ruderer, Olympiasieger 1936
- Bauer, Fritz (1909–1997), deutscher Sportfunktionär, Präsident des Hamburger Sportbundes
- Bauer, Fritz (1912–1990), deutscher Bürgermeister
- Bauer, Fritz (1923–1975), deutscher Politiker (SPD), MdL
- Bauer, Fritz Gabriel (1941–2021), österreichischer Ingenieur und Kamerabauer

##### Bauer, G
- Bauer, Gabi (* 1962), deutsche Fernsehmoderatorin
- Bauer, Gabriele (* 1952), deutsche Politikerin (CSU), Oberbürgermeisterin der Stadt Rosenheim
- Bauer, Georg († 1692), deutscher Stiftspropst
- Bauer, Georg (1843–1925), Päpstlicher Prälat, Generalvikar und Domherr der Cenader Diözese
- Bauer, Georg (1845–1925), deutscher Politiker
- Bauer, Georg (1885–1952), deutscher Politiker (BP), MdL
- Bauer, Georg (1886–1952), deutscher Ingenieur und Eisenbahnmanager
- Bauer, Georg (1900–1983), deutscher Politiker (SPD), MdL
- Bauer, Georg (1906–1967), deutscher Schauspieler
- Bauer, Georg (1913–1981), deutscher Kommunalpolitiker (CSU)
- Bauer, Georg (1917–2003), deutscher Politiker (GB/BHE), MdL
- Bauer, Georg Adam (1828–1901), deutscher königlich-bayerischer Ingenieur
- Bauer, Georg Lorenz (1755–1806), deutscher lutherischer Theologe
- Bauer, Georg Theodor (1873–1933), deutscher Offizier und Politiker
- Bauer, Georg von (1823–1903), preußischer Generalmajor und Kommandeur der 8. Feldartillerie-Brigade
- Bauer, George (* 1804), deutscher Politiker, Mitglied der kurhessischen Ständeversammlung
- Bauer, Gerd (1950–2023), deutscher Politologe und Politiker (CDU), MdL
- Bauer, Gerd (* 1957), deutscher Politiker (SPD; Die Linke), MdB
- Bauer, Gerd (1957–2017), deutscher Zeichner und Modelleur, Kinderbuchillustrator, Cartoonist und Comiczeichner
- Bauer, Gerhard (* 1929), deutscher Sprachwissenschaftler
- Bauer, Gerhard (* 1935), deutscher Germanist
- Bauer, Gerhard (1940–2007), österreichischer Geschäftsführer und Politiker (FPÖ), Abgeordneter zum Nationalrat
- Bauer, Gerhard (* 1958), deutscher Kommunalpolitiker (parteilos), Landrat des Landkreises Schwäbisch Hall
- Bauer, Gernot (* 1970), österreichischer Journalist
- Bauer, Gernot (* 1976), deutscher Sportjournalist
- Bauer, Gisa (* 1970), deutsche evangelische Theologin und Kirchenhistorikerin
- Bauer, Gitta (1919–1990), deutsche Trägerin der Auszeichnung „Gerechter unter den Völkern“ für das Retten einer Jüdin 1944, Journalistin
- Bauer, Gotthard (1887–1976), deutscher Maler und Restaurator
- Bauer, Gottlieb August (1828–1913), deutscher Maler
- Bauer, Günther (1928–2020), österreichischer Hochschullehrer für Schauspiel
- Bauer, Günther (* 1942), österreichischer Physiker
- Bauer, Günther (* 1972), deutscher Motorrad-Eisspeedway-Rennfahrer
- Bauer, Gustav (1820–1906), deutscher Mathematiker und Hochschullehrer
- Bauer, Gustav (1870–1944), deutscher Politiker (SPD), MdR, Ministerpräsident und ReichskanzlerGustav Bauer (1870–1944)

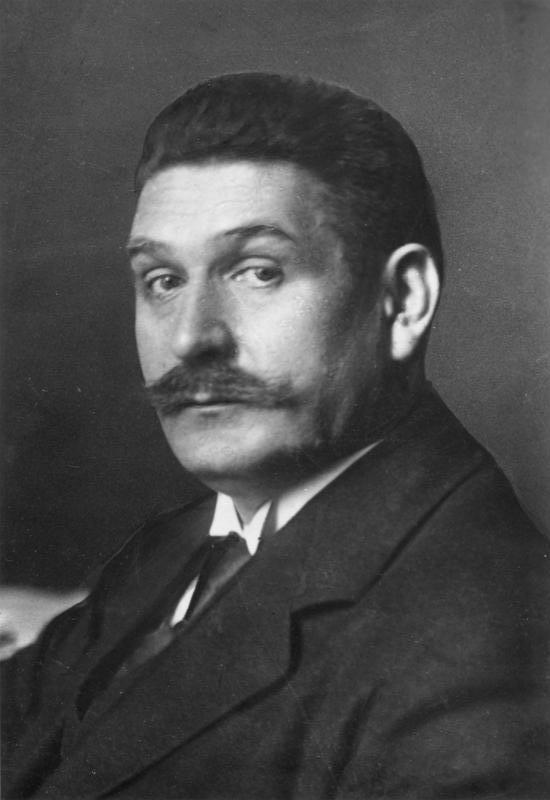
Gustav Bauer (1870–1944)

- Bauer, Gustav (1871–1953), deutscher Maschinenbau-Ingenieur
- Bauer, Gustav (* 1876), deutscher Architekt
- Bauer, Gustav Adolf (1924–2016), deutscher Künstler
- Bauer, Gustav Friedrich (1881–1968), deutscher evangelischer Pfarrer und Historiker

##### Bauer, H
- Bauer, Hannes (* 1941), österreichischer Politiker (SPÖ), Landtagsabgeordneter, Abgeordneter zum Nationalrat
- Bauer, Hannes (* 1952), deutscher Rockmusiker und Gitarrist
- Bauer, Hanns (1886–1945), deutscher Historiker, Bibliothekar und Archivar
- Bauer, Hannsheinz (1909–2005), deutscher Politiker (SPD), MdL, MdB
- Bauer, Hans, österreichischer Drehbuchautor und Filmproduzent
- Bauer, Hans (1874–1944), deutscher Konsumvereinsfunktionär und Mitglied des Vollzugsrat der Regierung Ernst Niekisch
- Bauer, Hans (1878–1937), deutscher Semitist
- Bauer, Hans (1883–1967), deutscher Maler
- Bauer, Hans (1892–1951), deutscher Verwaltungsjurist
- Bauer, Hans (1894–1982), deutscher Schriftsteller
- Bauer, Hans (1901–1995), Schweizer Wirtschaftshistoriker
- Bauer, Hans (1903–1992), deutscher Skisportler
- Bauer, Hans (1904–1988), deutscher Biologe
- Bauer, Hans (1914–1970), deutscher Regisseur
- Bauer, Hans (1920–1976), deutscher Kommunalpolitiker (SPD) und Oberbürgermeister in Weiden in der Oberpfalz
- Bauer, Hans (1927–1997), deutscher Fußballspieler
- Bauer, Hans (1929–2011), deutscher Fußballspieler
- Bauer, Hans (* 1941), deutscher Autor und Staatsanwalt in der DDR
- Bauer, Hans (1944–2022), deutscher Lehrer und Heimatforscher
- Bauer, Hans (* 1947), deutscher Wirtschaftswissenschaftler und Hochschullehrer für Marketing
- Bauer, Hans-Joachim (* 1941), deutscher Jurist, ehemaliger Präsident des OLG Jena
- Bauer, Hans-Joachim (* 1942), deutscher Künstler
- Bauer, Hans-Uwe (* 1955), deutscher Schauspieler
- Bauer, Harald (1938–2013), deutscher Maler, Grafiker und Keramiker
- Bauer, Harald (* 1949), deutscher Physiker und Politiker (CDU), MdVK, MdB
- Bauer, Harold (1873–1951), US-amerikanischer Pianist und Musikpädagoge
- Bauer, Hartmut (1939–2018), deutscher Opernsänger (Bass)
- Bauer, Hartmut (* 1954), deutscher Rechtswissenschaftler und Hochschullehrer
- Bauer, Hartwig (* 1942), deutscher Chirurg
- Bauer, Heinrich (* 1814), deutscher Arbeiterführer
- Bauer, Heinrich (* 1866), deutscher Fechter
- Bauer, Heinrich (* 1935), deutscher Fußballspieler
- Bauer, Heinrich (1935–1993), deutscher Klassischer Archäologe
- Bauer, Heinrich Gottfried (1733–1811), deutscher Rechtswissenschaftler
- Bauer, Heinrich Gottfried (1784–1829), deutscher Jurist und Hochschullehrer
- Bauer, Heinrich Nikolai (1874–1927), estnischer Pädagoge, Minister
- Bauer, Heinz (1928–2002), deutscher Mathematiker
- Bauer, Heinz (1929–1992), deutscher Diplomat
- Bauer, Heinz (* 1933), deutscher Mediziner und Hochschulpolitiker
- Bauer, Heinz (* 1939), deutscher Verleger
- Bauer, Helene (1871–1942), österreichische Journalistin, Sozialistin
- Bauer, Helmut (1914–2008), deutscher Neurologe
- Bauer, Helmut (1919–1952), deutscher Widerstandskämpfer (Weiße Rose)
- Bauer, Helmut (1925–2016), deutscher Chemiker und Didaktiker
- Bauer, Helmut (* 1928), deutscher Fußballspieler
- Bauer, Helmut (* 1930), deutscher Oberst des Ministeriums für Staatssicherheit in der DDR
- Bauer, Helmut (1933–2024), deutscher Geistlicher, römisch-katholischer Weihbischof in Würzburg
- Bauër, Henry (1851–1915), französischer Journalist
- Bauer, Herbert (1919–1997), deutscher Pilot, Ritterkreuzträger im Zweiten Weltkrieg
- Bauer, Herbert (1925–2013), deutscher evangelischer Pfarrer
- Bauer, Herbert (1925–1952), deutscher Polizist, der an der Sektorengrenze erschossen wurde
- Bauer, Herbert (1935–1986), deutscher Maler
- Bauer, Herbert (* 1955), österreichischer MilitärHerbert Bauer (* 1955)

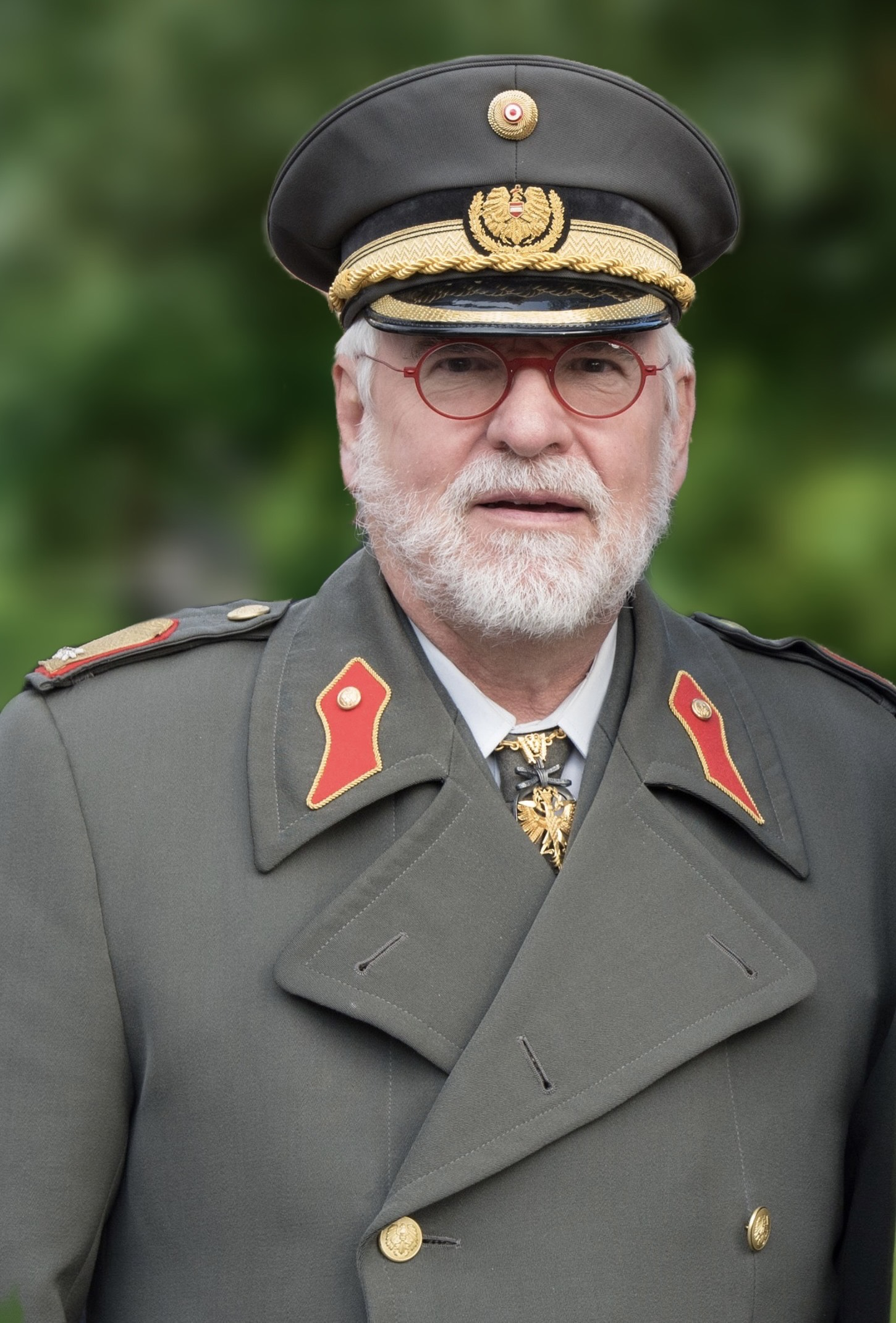
Herbert Bauer (* 1955)

- Bauer, Heribert (1850–1905), deutscher Erfinder
- Bauer, Hermann (1814–1872), deutscher evangelischer Geistlicher und württembergischer Heimatforscher
- Bauer, Hermann (1875–1958), deutscher Admiral
- Bauer, Hermann (1884–1960), deutscher Politiker (DNVP, DP) und Abgeordneter des Bayerischen Landtages
- Bauer, Hermann (1897–1986), deutscher Politiker (FDP)
- Bauer, Hermann (1905–1983), deutscher Rechtsanwalt und Politiker (CSU), Mitglied der Verfassunggebenden Landesversammlung in Bayern
- Bauer, Hermann (1929–2000), deutscher Kunsthistoriker
- Bauer, Hermann (* 1954), österreichischer Schriftsteller
- Bauer, Hermann (* 1966), österreichischer Ruderer
- Bauer, Herrmann Friedrich David (1754–1822), preußischer Jurist und Beamter
- Bauer, Holger (* 1942), österreichischer Politiker (FPÖ), Landtagsabgeordneter, Abgeordneter zum Nationalrat
- Bauer, Horst (1923–2007), deutscher Verleger
- Bauer, Horst (* 1928), deutscher Architekt
- Bauer, Hubert (1892–1970), österreichischer Politiker (SDAP), MdL (Burgenland)

##### Bauer, I
- Bauer, Ida († 1954), österreichisch-deutsche Theaterschauspielerin
- Bauer, Ida (1882–1945), Patientin von Sigmund FreudIda Bauer (1882–1945)

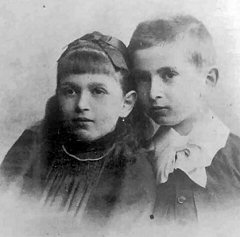
Ida Bauer (1882–1945)

- Bauer, Ignacio (1827–1895), ungarisch-spanischer Unternehmer und Repräsentant des Hauses Rothschild in Madrid
- Bauer, Ina (1941–2014), deutsche Eiskunstläuferin und Schauspielerin
- Bauer, Inge (* 1940), deutsche Leichtathletik-Mehrkämpferin
- Bauer, Ingolf (1942–2006), deutscher Volkskundler, Museumsdirektor und Keramikexperte
- Bauer, Ingrid (* 1954), österreichische Historikerin
- Bauer, Insa (* 1948), deutsche Kinderbuchautorin
- Bauer, Irene (1945–2016), norwegische Politikerin und Frauenrechtlerin

##### Bauer, J
- Bauer, Jack (* 1985), neuseeländischer Radrennfahrer
- Bauer, Jakob (1787–1854), bayerischer Politiker
- Bauer, James (1884–1947), deutscher Theaterschauspieler, Theater- und Filmregisseur sowie Filmproduzent
- Bauer, Jan (* 1980), deutscher Politiker (CDU)
- Bauer, Jana (* 1975), slowenische Autorin, Übersetzerin und Redakteurin
- Bauer, Jasna Fritzi (* 1989), schweizerisch-chilenische SchauspielerinJasna Fritzi Bauer (* 1989)

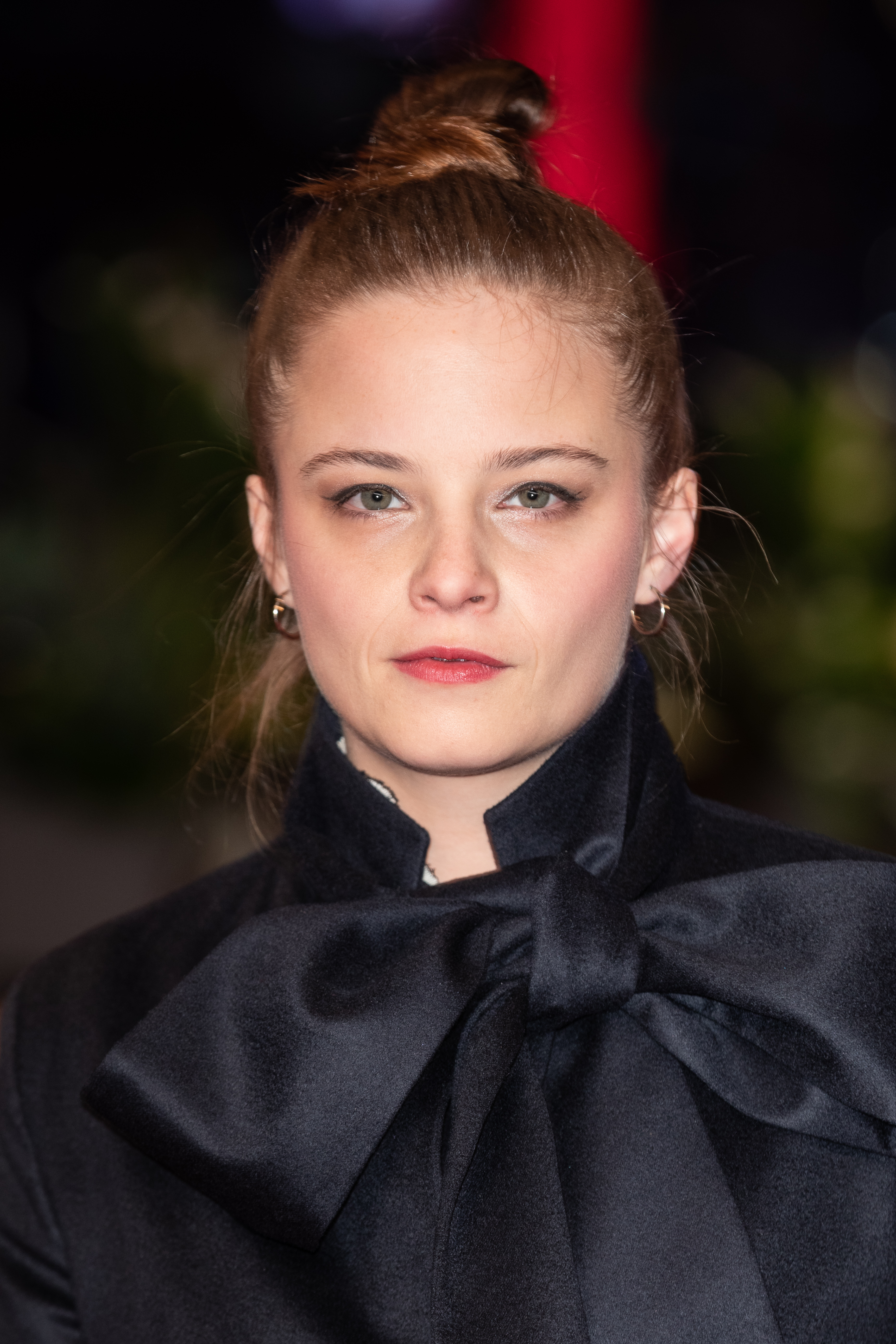
Jasna Fritzi Bauer (* 1989)

- Bauer, Jewgeni Franzewitsch (1865–1917), russischer Filmregisseur
- Bauer, Jo (* 1961), deutscher Motorsportfunktionär
- Bauer, Joachim (* 1951), deutscher Psychotherapeut und Psychiater mit Spezialgebiet Psychosomatische Medizin
- Bauer, Jobst-Hubertus (* 1945), deutscher Jurist
- Bauer, Joe (* 1954), deutscher Journalist und Autor
- Bauer, Johann (1887–1962), deutscher Gewerkschafter und Politiker (SPD), MdL
- Bauer, Johann (1888–1971), österreichischer Politiker, Landtagsabgeordneter und Landesrat im Burgenland
- Bauer, Johann (1926–2013), deutscher Kommunalpolitiker (CSU)
- Bauer, Johann Adam (1820–1899), deutscher Archivar
- Bauer, Johann Baptist (1797–1867), württembergischer Stadtschultheiß, Amtsnotar und Landtagsabgeordneter
- Bauer, Johann Caspar (1802–1882), deutscher Politiker der Freien Stadt Frankfurt
- Bauer, Johann Christian (1802–1867), deutscher Stempelschneider und Schriftgießer
- Bauer, Johann Friedrich (1696–1744), deutscher Mediziner und Assessor an der medizinischen Fakultät der Universität Leipzig
- Bauer, Johann Friedrich Christoph (1803–1873), deutscher Politiker und evangelischer Theologe
- Bauer, Johann Gottfried (1695–1763), deutscher Rechtswissenschaftler
- Bauer, Johann Hermann (1861–1891), österreichischer Schachspieler
- Bauer, Johann Paul (1933–2025), deutscher Rechtswissenschaftler
- Bauer, Johannes (1860–1933), deutscher Theologe
- Bauer, Johannes (* 1937), deutscher Politiker (SPD), Oberbürgermeister der Stadt Memmingen, Bürgermeister der Kreisstadt Lindenberg im Allgäu
- Bauer, Johannes (1954–2016), deutscher Posaunist und Jazz-Musiker
- Bauer, Johannes (* 1975), deutscher Pädagoge
- Bauer, Johannes B. (1927–2008), österreichischer römisch-katholischer Laientheologe
- Bauer, Johannes Maria (1919–1999), deutscher katholischer Priester, Gründer der Marienkinder
- Bauer, John (1882–1918), schwedischer Maler und IllustratorJohn Bauer (1882–1918)

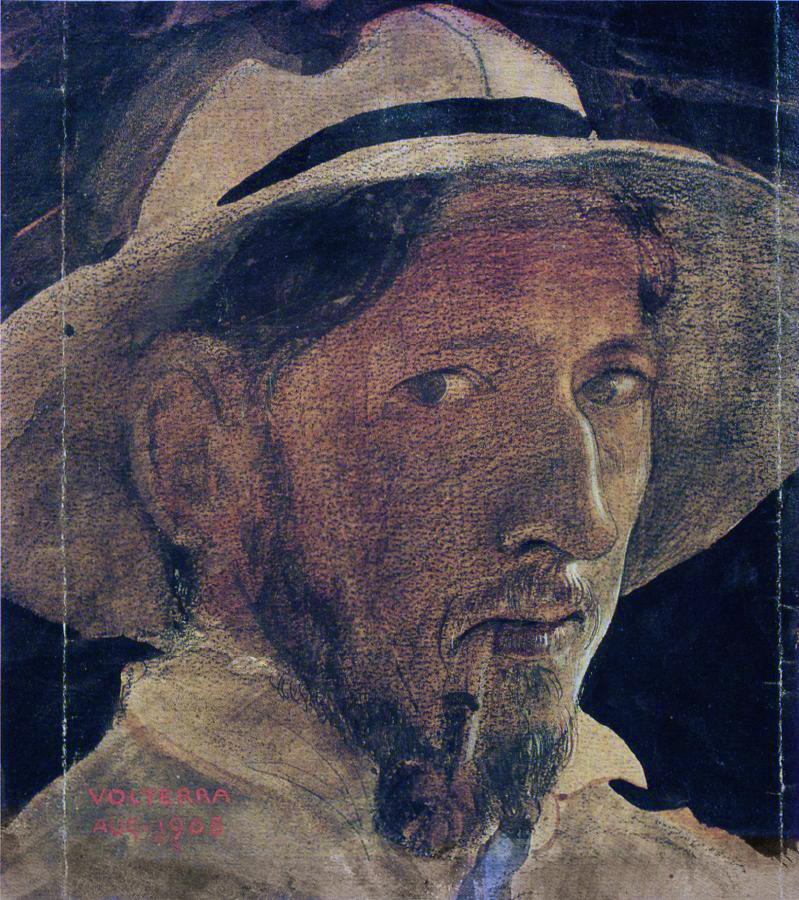
John Bauer (1882–1918)

- Bauer, John (* 1969), US-amerikanischer Skilangläufer
- Bauer, John P. (1925–2019), deutsch-amerikanischer Geschäftsmann
- Bauer, Jonas (* 2003), deutscher Fußballspieler
- Bauer, José Carlos (1925–2007), brasilianischer Fußballspieler
- Bauer, Josef (1831–1894), österreichischer Politiker und Bezirksvorsteher
- Bauer, Josef (* 1861), deutscher Syndikus und Autor
- Bauer, Josef (1881–1958), deutscher Politiker (NSDAP), MdR
- Bauer, Josef (1898–1982), deutscher Politiker (NSDAP, FDP), Bürgermeister und Landrat
- Bauer, Josef (1912–1978), deutscher Jurist und Politiker (CSU), MdL
- Bauer, Josef (1915–1989), deutscher Politiker (CSU), MdB
- Bauer, Josef (1934–2022), österreichischer Künstler
- Bauer, Josef (* 1942), deutscher Koch
- Bauer, Josef Martin (1901–1970), deutscher Schriftsteller
- Bauer, Josef von (1817–1886), österreichischer Jurist und Politiker, Landtagsabgeordneter
- Bauer, Josef Werner (1926–2013), deutscher Kommunalpolitiker (CSU), Landrat des Landkreises Neumarkt in der Oberpfalz
- Bauer, Joseph (1805–1865), bayerischer Politiker
- Bauer, Joseph (1864–1951), deutscher Geistlicher, Stadtdekan von Mannheim
- Bauer, Joseph (1875–1931), deutscher Politiker (SPD), Landtagsabgeordneter Volksstaat Hessen
- Bauer, Joseph (1880–1954), deutscher Landwirt und Politiker, MdR
- Bauer, Joseph Anton (1725–1808), deutscher Musiker und Komponist
- Bauer, Joseph Anton (1756–1831), österreichischer Maler, Kupferstecher und Galeriedirektor
- Bauer, Joseph Anton (1820–1905), deutscher Lithograf und Maler
- Bauer, Julie (1879–1968), Fotografin in Karlsruhe
- Bauer, Julius (1853–1941), österreichischer Schriftsteller, Librettist, Journalist sowie Redakteur
- Bauer, Julius (1879–1969), britischer Kinderarzt deutscher Herkunft
- Bauer, Julius (1887–1979), austro-amerikanischer Internist
- Bauer, Jürgen (* 1951), deutscher Wirtschaftswissenschaftler und Professor
- Bauer, Jürgen (* 1957), deutscher Neurologe und Epileptologe
- Bauer, Jürgen (* 1981), österreichischer Schriftsteller
- Bauer, Jürgen (* 1998), österreichischer Fußballspieler
- Bauer, Justine (* 1990), deutsche Regisseurin, Drehbuchautorin und Schriftstellerin
- Bauer, Jutta (* 1955), deutsche Illustratorin

##### Bauer, K
- Bauer, K. Jack (1926–1987), US-amerikanischer Historiker
- Bauer, Karl (1834–1895), österreichischer evangelischer Pfarrer (A.B.) und Abgeordneter zum Österreichischen Abgeordnetenhaus
- Bauer, Karl (1868–1942), deutscher Maler, Grafiker und Schriftsteller
- Bauer, Karl (1868–1927), österreichischer Paläontologe
- Bauer, Karl (1874–1939), deutscher Historiker und Hochschullehrer
- Bauer, Karl (1889–1967), deutscher Gewerkschafter und Politiker, Gegner des Nationalsozialismus
- Bauer, Karl (1895–1968), Präsident des Landgerichts München I
- Bauer, Karl (1900–1982), deutscher Regisseur sowie Intendant
- Bauer, Karl (1905–1993), österreichischer akademischer Maler
- Bauer, Karl (1919–2010), deutscher Kaufmann, Politiker und Mitglied des Bayerischen Senats
- Bauer, Karl (1922–2002), deutscher Pädagoge und Heimatforscher
- Bauer, Karl (* 1940), deutscher Landschaftsarchitekt und Architekt
- Bauer, Karl (1942–2017), österreichischer Weinbauingenieur, Forscher und Lehrer
- Bauer, Karl August (1799–1854), württembergischer Landtagsabgeordneter
- Bauer, Karl Friedrich (1762–1812), russischer Generalleutnant
- Bauer, Karl Friedrich (1827–1888), Teilnehmer an der badischen Revolution 1848/49
- Bauer, Karl Friedrich (1904–1985), deutscher Anatom und Hochschullehrer
- Bauer, Karl Gottfried (1765–1842), deutscher evangelischer Theologe und Prediger
- Bauer, Karl Heinrich (1890–1978), deutscher Chirurg und Sanitätsoffizier, Rektor der Universität HeidelbergKarl Heinrich Bauer (1890–1978)

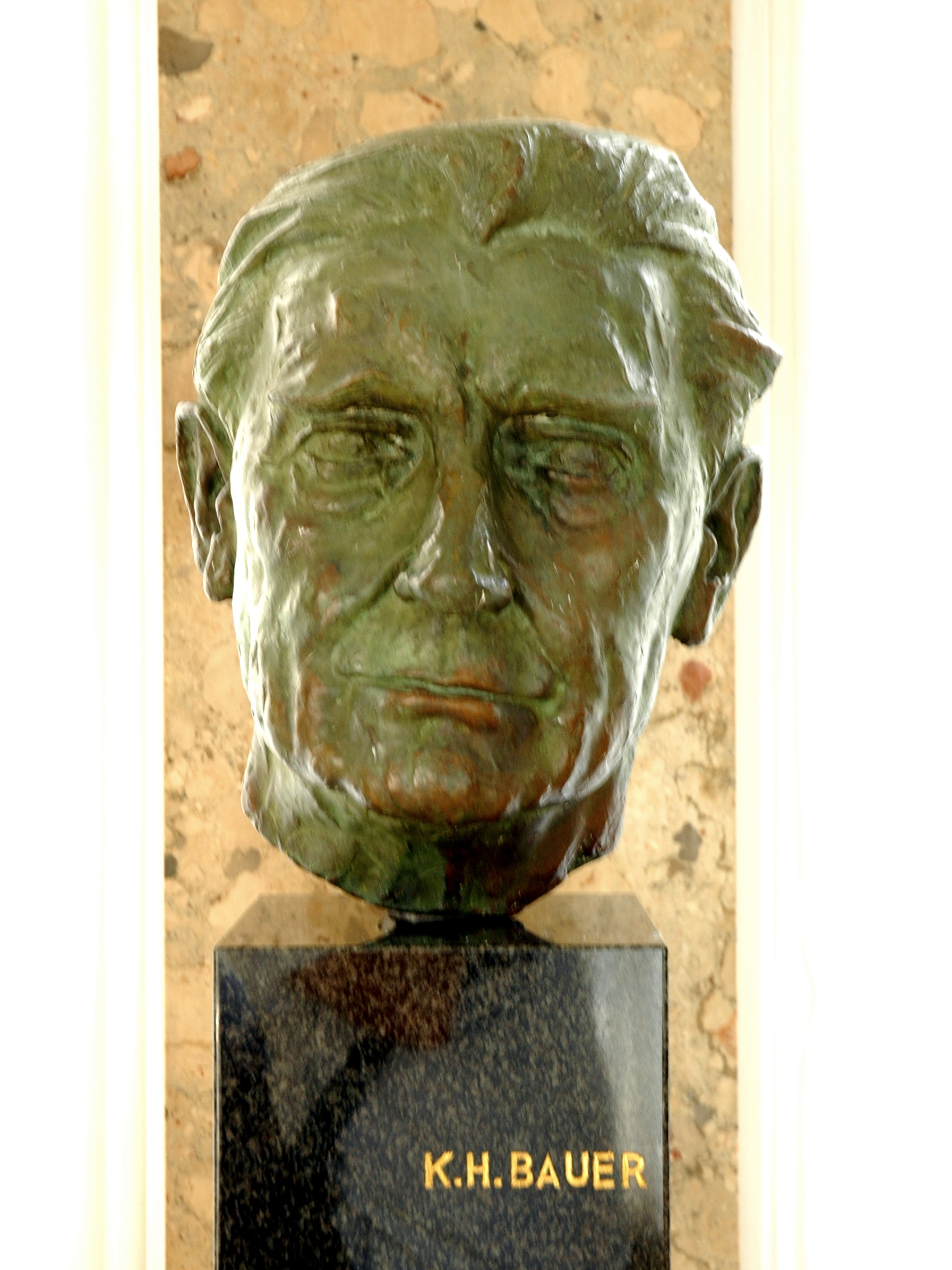
Karl Heinrich Bauer (1890–1978)

- Bauer, Karl Hugo Friedrich (1874–1944), deutscher Chemiker
- Bauer, Karl Konrad (1910–1984), österreichischer Sportfunktionär, politischer Aktivist und Verleger
- Bauer, Karl Ludwig (1730–1799), deutscher Philologe
- Bauer, Karl von (1777–1847), deutscher General
- Bauer, Karl von (1816–1896), preußischer Generalmajor und Kommandant von Straßburg
- Bauer, Karl-Adolf (* 1937), deutscher evangelischer Theologe
- Bauer, Karl-Heinz (* 1945), deutscher Fußballspieler
- Bauer, Karl-Heinz (* 1958), deutscher Chirurg
- Bauer, Karl-Oswald (* 1949), deutscher Pädagoge
- Bauer, Karlheinz (* 1928), deutscher Bauunternehmer
- Bauer, Karlheinz (* 1935), deutscher Archivar und Autor
- Bauer, Karoline (1807–1877), deutsche Schauspielerin der Biedermeierzeit
- Bauer, Katharina (* 1990), deutsche StabhochspringerinKatharina Bauer (* 1990)

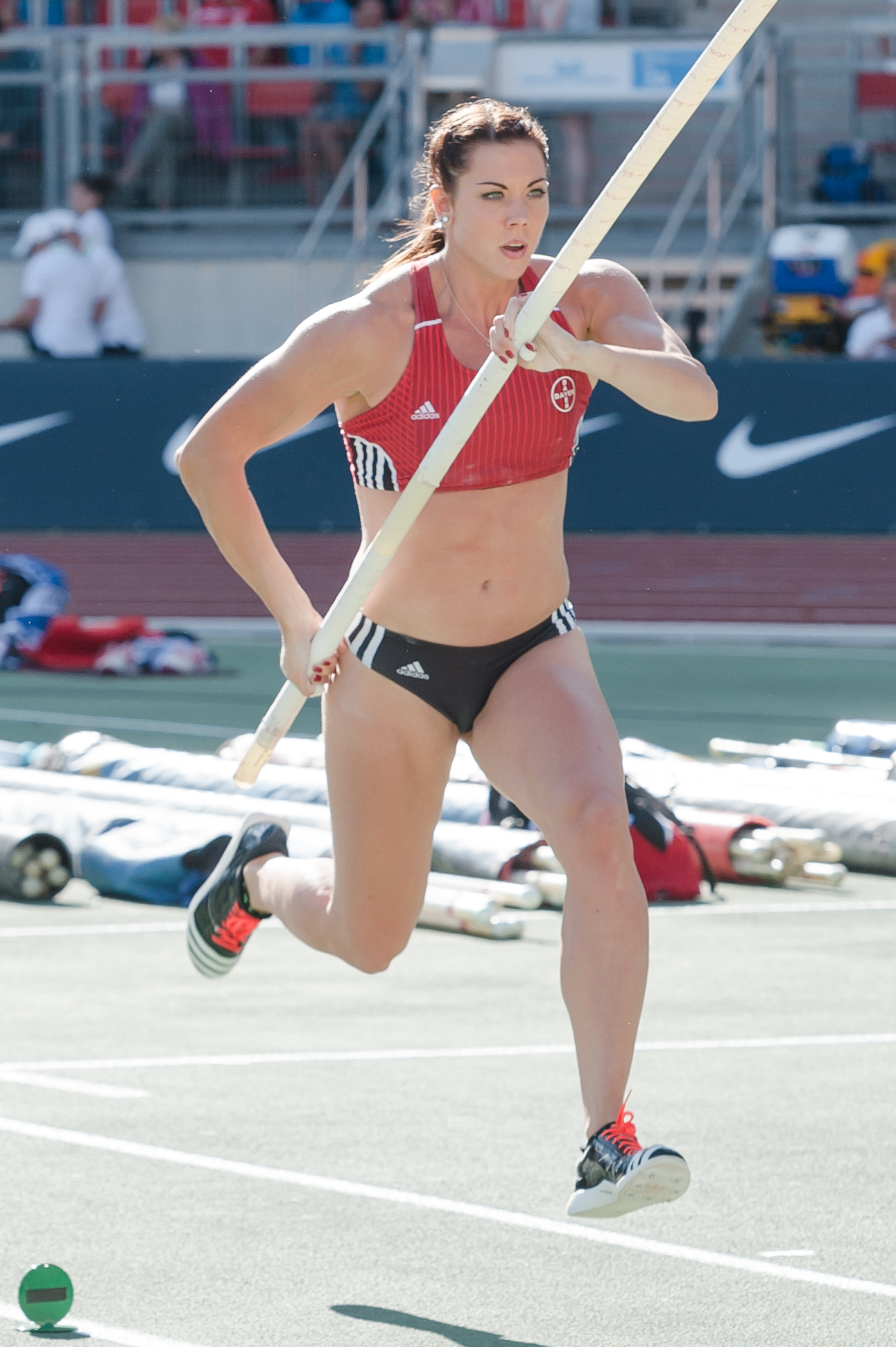
Katharina Bauer (* 1990)

- Bauer, Katharina (* 1995), deutsche Bogenschützin
- Bauer, Kathleen (* 1974), deutsche Musicaldarstellerin, Choreographin und Fernsehschauspielerin
- Bauer, Katja (* 1968), deutsche Journalistin, Kolumnistin, Sachbuchautorin und Redenschreiberin
- Bauer, Kirill (* 2000), kasachischer Biathlet
- Bauer, Klara (1836–1876), deutsche Autorin
- Bauer, Klaus (* 1942), deutscher Rechtsanwalt
- Bauer, Klaus-Jürgen (1963–2025), österreichischer Architekt und Autor
- Bauer, Klemen (* 1986), slowenischer Biathlet
- Bauer, Konrad Friedrich (1903–1970), deutscher Typograf und Lehrer
- Bauer, Kurt, österreichischer Beamter im Bundesministerium für Verkehr
- Bauer, Kurt (1900–1945), deutscher Jurist und Kommunalpolitiker
- Bauer, Kurt (1903–1993), deutscher Maler und Grafiker
- Bauer, Kurt (1906–1981), deutscher Künstler und Bildhauer
- Bauer, Kurt (1926–2016), österreichischer Ornithologe
- Bauer, Kurt (* 1961), österreichischer Historiker

##### Bauer, L
- Bauer, Laura (* 1989), österreichische Handballspielerin
- Bauer, Laura (* 1993), südafrikanische Skirennläuferin
- Bauer, Leo (1912–1972), deutscher Politiker (KPD, SED, SPD), MdLLeo Bauer (1912–1972)

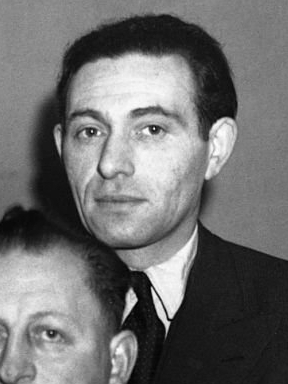
Leo Bauer (1912–1972)

- Bauer, Leon (* 1998), deutscher Boxsportler
- Bauer, Leonardo (* 1945), deutscher Betriebswirt, Kulturmanager und Gastronom
- Bauer, Leonhard (1865–1964), deutscher Missionslehrer
- Bauer, Leonhard (1940–2020), österreichischer Ökonom
- Bauer, Leopold (1872–1938), böhmisch-österreichischer Architekt
- Bauer, Leopold (* 1961), österreichischer Autor und Regisseur
- Bauer, Lorenz (1880–1969), deutscher katholischer Theologe und Hochschullehrer
- Bauer, Lothar (1928–2018), deutscher Volksmusiker und Vorsitzender der Oberpfälzer Volksmusikfreunde
- Bauer, Louis, deutscher Opernsänger (Bass)
- Bauer, Louis Agricola (1865–1932), US-amerikanischer Geophysiker
- Bauer, Louis H. (1888–1964), amerikanischer Internist, Flugmediziner und 1. Generalsekretär des Weltärztebundes
- Bauer, Lucas (1708–1762), mährischer Maler
- Bauer, Lucas (* 1994), deutscher Schauspieler
- Bauer, Ludwig (1832–1910), deutscher Pädagoge und Schriftsteller
- Bauer, Ludwig (1863–1911), deutscher Mediziner und Politiker
- Bauer, Ludwig (1876–1935), österreichisch-schweizerischer deutschsprachiger Dramatiker, Journalist und Pazifist
- Bauer, Ludwig (1880–1955), deutscher Architekt und Bauunternehmer
- Bauer, Ludwig (1891–1942), deutscher römisch-katholischer Gärtnereibesitzer und Märtyrer
- Bauer, Ludwig (* 1927), deutscher Geograph und Naturschützer
- Bauer, Ludwig (* 1941), kroatischer Schriftsteller
- Bauer, Ludwig Amandus (1803–1846), deutscher Historiker und Dichter
- Bauer, Lukáš (* 1977), tschechischer Skilangläufer
- Bauer, Lukas (* 1989), deutscher Volleyball-Nationalspieler

##### Bauer, M
- Bauer, Malick (* 1991), deutscher SchauspielerMalick Bauer (* 1991)

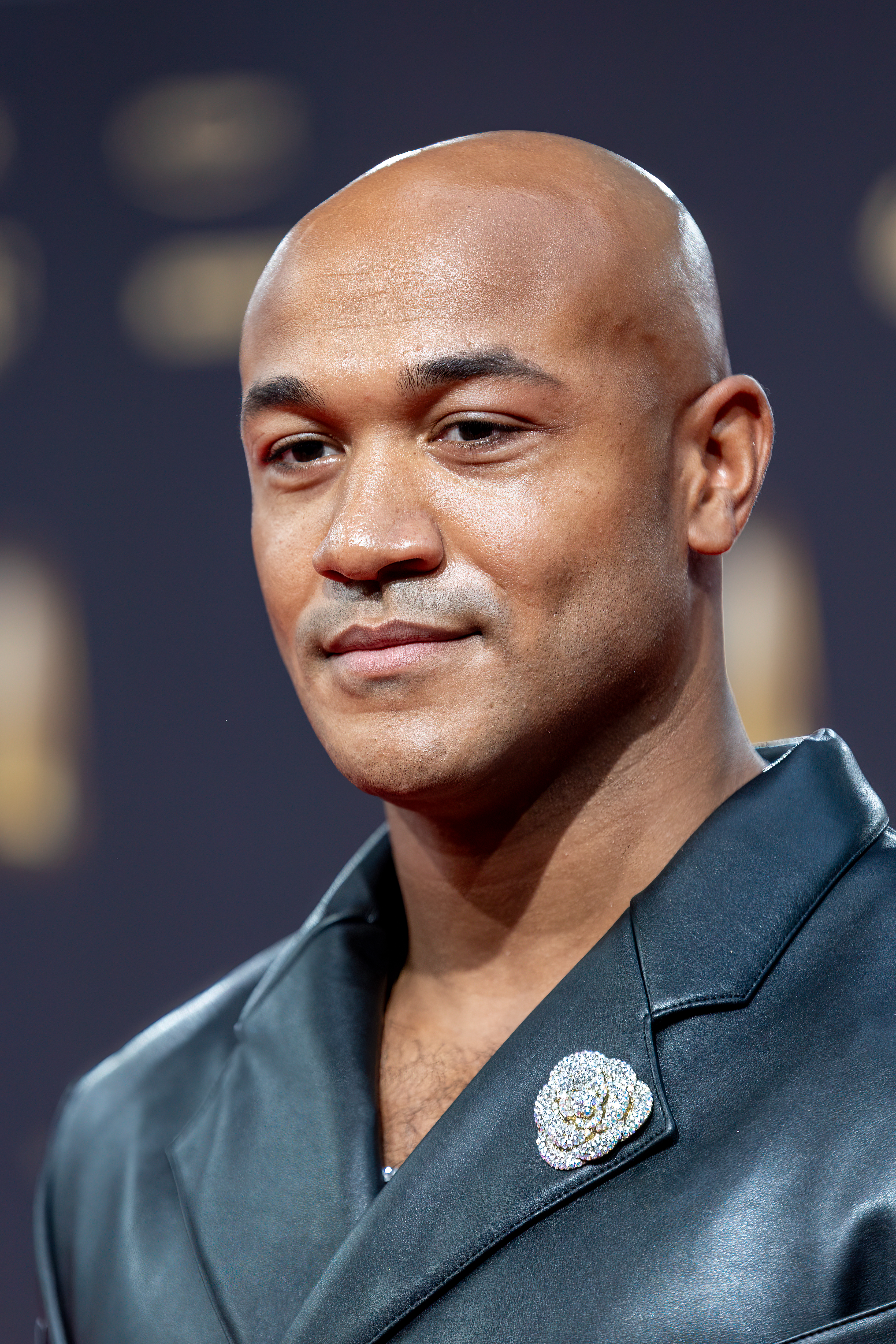
Malick Bauer (* 1991)

- Bauer, Manfred (1932–2014), deutscher Fußballspieler
- Bauer, Manfred (* 1955), deutscher Physiker
- Bauer, Manfred (1957–2012), österreichischer Schriftsteller und Journalist
- Bauer, Manuel (* 1966), Schweizer Fotograf
- Bauer, Marc (* 1975), Schweizer Zeichner und Künstler
- Bauer, Marcel (* 1946), belgischer Schriftsteller und Journalist
- Bauer, Marcel (* 1992), deutscher Politiker (Die Linke), Bundestagsabgeordneter
- Bauer, Maria (1898–1995), deutsche Lehrerin und Schriftstellerin
- Bauer, Marian (* 2005), deutscher Eishockeyspieler
- Bauer, Marion (1882–1955), US-amerikanische Komponistin
- Bauer, Marion Dane (* 1938), amerikanische Kinderbuchautorin
- Bauer, Marius (1867–1932), niederländischer Maler, Zeichner, Lithograf und Cartoonist
- Bauer, Marius (* 2000), deutscher Skilangläufer
- Bauer, Markus (* 1971), deutscher Kommunalpolitiker
- Bauer, Martin (1793–1867), Hausbuchbinder Goethes
- Bauer, Martin (* 1975), deutscher Autor, Produzent und Musikkabarettist
- Bauer, Matthias (* 1959), deutscher Jazzmusiker
- Bauer, Matthias (* 1962), deutscher Germanist und Hochschullehrer
- Bauer, Matthias (* 1973), österreichischer Schriftsteller
- Bauer, Max (1829–1914), deutscher Schriftsteller
- Bauer, Max (1844–1917), deutscher Mineraloge und Hochschullehrer
- Bauer, Max (1861–1932), deutscher Publizist
- Bauer, Max (1869–1929), deutscher Offizier, zuletzt (1918) OberstMax Bauer (1869–1929)

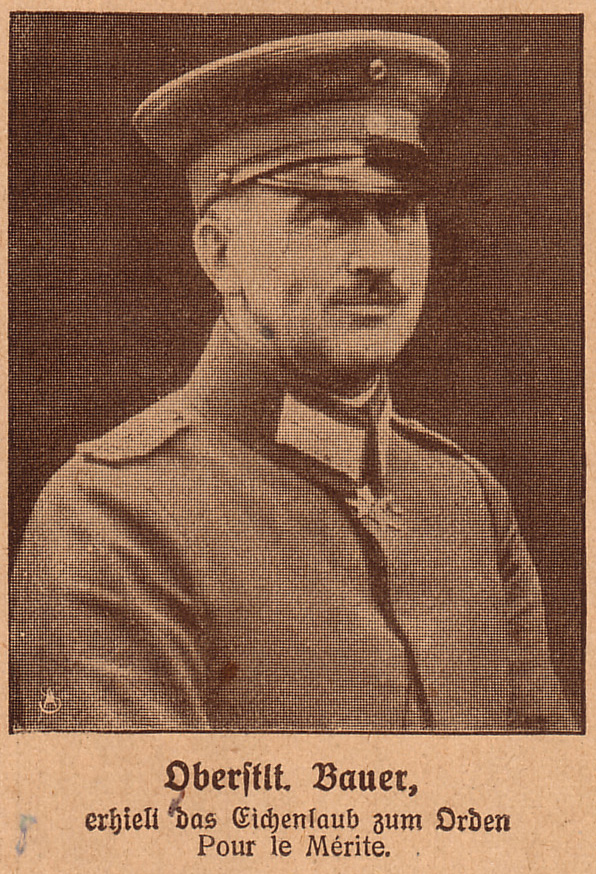
Max Bauer (1869–1929)

- Bauer, Max (* 1906), deutscher Landrat
- Bauer, Maximilian (* 1995), deutscher Fußballspieler und -trainer
- Bauer, Maximilian (* 2000), deutscher Fußballspieler
- Bauer, Melchior (* 1733), deutscher Luftfahrtpionier
- Bauer, Merlin (* 1974), österreichischer Künstler
- Bauer, Michael (1662–1745), deutscher Bergsänger und Bergliederdichter im Erzgebirge
- Bauer, Michael (1871–1929), deutscher Autor, Theosoph und Anthroposoph
- Bauer, Michael (* 1947), deutscher Journalist, Redakteur und Autor
- Bauer, Michael (* 1954), deutscher Journalist und Filmemacher
- Bauer, Michael (* 1956), deutscher Synchronsprecher und Sänger
- Bauer, Michael (* 1983), österreichischer Kabarettist und Content-Creator
- Bauer, Michael D. (* 1979), deutscher Volkswirt und Hochschullehrer
- Bauer, Michael Emanuel (* 1974), deutscher Komponist
- Bauer, Michael Gerard (* 1955), australischer Schriftsteller
- Bauer, Michael Josef (1886–1959), deutscher Mediziner und Ministerialbeamter
- Bauer, Michael W. (* 1969), deutscher Politik- und Verwaltungswissenschaftler
- Bauer, Michelle (* 1958), US-amerikanische B-Movie-Schauspielerin, PornodarstellerinMichelle Bauer (* 1958)

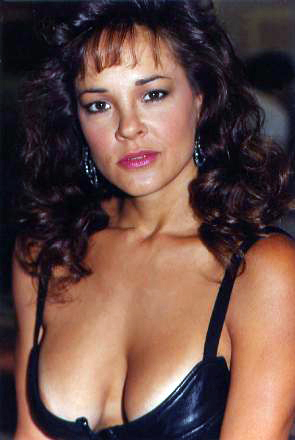
Michelle Bauer (* 1958)

- Bauer, Mike (* 1959), US-amerikanischer Tennisspieler
- Bauer, Moritz (1812–1895), österreichischer Unternehmer in der Zuckerindustrie, Politiker
- Bauer, Moritz (1817–1897), deutscher Kaufmann, Frankfurter Kommunalpolitiker
- Bauer, Moritz (1875–1932), deutscher Mediziner und Musikwissenschaftler
- Bauer, Moritz (* 1992), österreichischer Fußballspieler

##### Bauer, N
- Bauer, Nicole (* 1987), deutsche Politikerin (FDP), MdB
- Bauer, Nikolai Pawlowitsch (1888–1942), sowjetischer Numismatiker und Hochschullehrer

##### Bauer, O
- Bauer, Oskar (* 1956), deutscher Fußballspieler
- Bauer, Oswald (1876–1936), deutsch-baltischer Metallphysiker
- Bauer, Otmar (1945–2004), österreichischer Aktionskünstler
- Bauer, Otto (1850–1916), deutscher Politiker, Bürgermeister
- Bauer, Otto (1874–1946), deutscher Veterinär
- Bauer, Otto (1878–1936), deutschbaltischer Manager
- Bauer, Otto (1881–1938), österreichischer Politiker (SDAP)Otto Bauer (1881–1938)

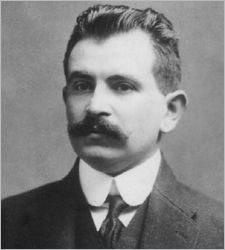
Otto Bauer (1881–1938)

- Bauer, Otto (1888–1944), deutscher Jurist
- Bauer, Otto (1897–1986), österreichischer Politiker
- Bauer, Otto (* 1931), deutscher Forstmann
- Bauer, Otto (* 1965), US-amerikanischer Pornodarsteller und -regisseur

##### Bauer, P
- Bauer, Patrick (* 1983), deutscher Journalist, Autor und Reporter
- Bauer, Patrick (* 1992), deutscher Fußballspieler
- Bauer, Paul (1880–1948), deutscher Generalmajor
- Bauer, Paul (1896–1990), deutscher Bergsteiger und nationalsozialistischer Funktionär
- Bauer, Peter (* 1939), deutscher Theater- und Filmschauspieler
- Bauer, Peter, deutscher Dirigent
- Bauer, Peter (* 1949), deutscher Kommunal- und Landespolitiker (Freie Wähler), MdL
- Bauer, Peter (* 1951), deutscher Maler, Grafiker und Karikaturist
- Bauer, Peter (* 1960), deutscher Industriemanager, Vorstandsvorsitzender der Infineon Technologies AG (2010–2012)
- Bauer, Peter (* 1967), deutscher Snowboarder
- Bauer, Peter Thomas (1915–2002), ungarisch-britischer Entwicklungsökonom
- Bauer, Petra, deutsche Biathletin
- Bauer, Petra A. (* 1964), deutsche freie Autorin im Bereich Krimi, Kinder- und Jugendbuch
- Bauer, Philipp (1775–1851), kurhessischer Generalleutnant und Oberbefehlshaber der Armee
- Bauer, Philipp (* 1996), deutscher Handballspieler
- Bauer, Philippe (* 1962), Schweizer Politiker (FDP)
- Bauer, Pia (1871–1954), deutsche Krankenschwester und Pionierin der onkologischen Pflege

##### Bauer, R
- Bauer, Raimund (1913–2000), österreichischer Heimatforscher
- Bauer, Raimund (* 1955), deutscher Bühnenbildner
- Bauer, Ralf (* 1966), deutscher Schauspieler und ModeratorRalf Bauer (* 1966)

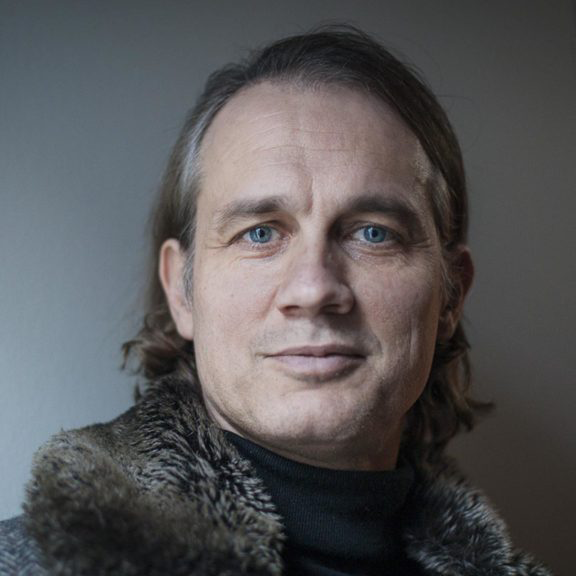
Ralf Bauer (* 1966)

- Bauer, Raphael (* 2005), österreichischer Fußballspieler
- Bauer, Reinhard (* 1950), deutscher Historiker, Verleger und Kommunalpolitiker (SPD)
- Bauer, Reinhold (1871–1961), deutscher Schauspieler und Inspizient
- Bauer, Reinhold (* 1950), deutscher Eishockeyspieler und -trainer
- Bauer, Reinhold (* 1965), deutscher Hochschullehrer, Professor für Wirkungsgeschichte der Technik
- Bauer, Renate (* 1939), deutsche Schauspielerin und Fernsehansagerin
- Bauer, Renate (* 1962), österreichische Politikerin (SPÖ)
- Bauer, Richard (1875–1935), deutscher Architekt und Innenarchitekt
- Bauer, Richard (1898–1962), deutscher Ingenieur und Flugzeugkonstrukteur
- Bauer, Richard (* 1943), deutscher Historiker, Archivar und ehemaliger Leiter des Münchner Stadtarchivs
- Bauer, Rob (* 1962), niederländischer Admiral
- Bauer, Robert (1882–1956), deutscher Politiker (DNVP, CNBLP), MdR
- Bauer, Robert (1898–1965), deutscher Politiker (NSDAP), MdR
- Bauer, Robert (1898–1975), deutscher Strahlentherapeut und Hochschullehrer
- Bauer, Robert (1904–2001), deutscher Bischöflicher Administrator der Heiligen Kapelle, Priester, Schriftsteller und Ehrenbürger von Altötting
- Bauer, Robert (1950–2014), deutscher Mykologe
- Bauer, Robert (* 1995), deutsch-kasachischer FußballspielerRobert Bauer (* 1995)

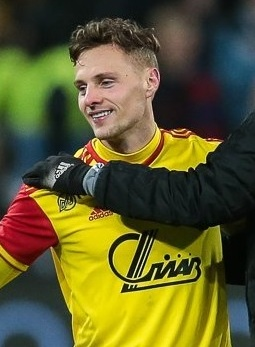
Robert Bauer (* 1995)

- Bauer, Roger (1918–2005), französischer Literaturwissenschaftler
- Bauer, Roland (1928–2017), deutscher SED-Funktionär, Historiker und Hochschullehrer
- Bauer, Roland (* 1950), deutscher Fotograf
- Bauer, Roland (* 1959), österreichischer Romanist
- Bauer, Rolf (1930–2023), deutscher Kommunalpolitiker (CSU)
- Bauer, Rolf (* 1938), deutscher Musiker, Komponist und Schauspieler
- Bauer, Rosa (1922–2013), deutsche Sozialarbeiterin, Vorsitzende der Arbeiterwohlfahrt
- Bauer, Rosemarie (* 1936), deutsche Malerin, Grafikerin und Schriftstellerin
- Bauer, Rosemarie (* 1944), österreichische Politikerin (ÖVP), Abgeordnete zum Nationalrat, Mitglied des Bundesrates
- Bauer, Roswitha (* 1959), österreichische Politikerin (SPÖ), oberösterreichische Landesrätin
- Bauer, Rotraud (1941–2006), österreichische Kunsthistorikerin
- Bauer, Rudi (* 1971), deutscher Schlagzeuger und Multipercussionist
- Bauer, Rudolf (1879–1932), ungarischer Leichtathlet
- Bauer, Rudolf (1889–1953), deutsch-US-amerikanischer Maler
- Bauer, Rudolph (* 1939), deutscher Sozialwissenschaftler, Schriftsteller und Bildender Künstler

##### Bauer, S
- Bauer, Sally (1908–2001), schwedische Langdistanzschwimmerin
- Bauer, Sam (* 1994), deutscher Synchronsprecher, Werbesprecher
- Bauer, Sascha (* 1995), österreichischer Eishockeyspieler
- Bauer, Sascha Oliver (1979–2024), deutscher Regisseur, Schauspieler, Synchron- und Hörspielsprecher und Kulturmanager
- Bauer, Sebastian (1867–1931), deutscher katholischer Geistlicher und Politiker (Zentrum), MdR
- Bauer, Sebastian (* 1973), deutscher Mediziner und Hochschullehrer
- Bauer, Sebastian (* 1992), österreichischer Fußballspieler
- Bauer, Seth (* 1959), US-amerikanischer Ruderer
- Bauer, Sibylle (* 1957), deutsche Prähistorikerin
- Bauer, Siegfried (1880–1942), österreichischer Bildhauer
- Bauer, Siegfried (* 1944), evangelischer Landeskirchenmusikdirektor
- Bauer, Siegfried (1961–2018), deutscher Physiker und Professor für Experimentalphysik
- Bauer, Siegfried (* 1976), österreichischer Triathlet
- Bauer, Siegfried J. (1930–2021), österreichischer Weltraumforscher und Hochschullehrer
- Bauer, Sigurd (* 1943), österreichischer Staatsbeamter
- Bauer, Silke (* 1982), deutsche Bühnenbildnerin
- Bauer, Simon (1851–1897), ungarischer Philologe
- Bauer, Simone (* 1973), deutsche Florettfechterin
- Bauer, Simone (* 1990), deutsche Autorin und Moderatorin
- Bauer, Solvejg (* 1976), deutsche Regisseurin, Intendantin und HochschuldozentinSolvejg Bauer (* 1976)

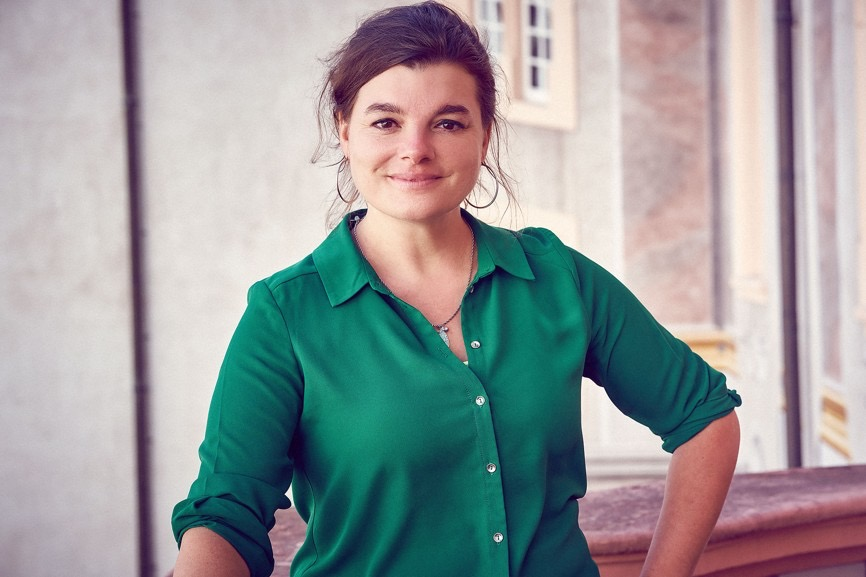
Solvejg Bauer (* 1976)

- Bauer, Sophie (* 1939), österreichische Politikerin (SPÖ), Abgeordnete zum Nationalrat
- Bauer, Stefan (* 1956), deutscher Jazzmusiker
- Bauer, Stefan (* 1969), deutscher Politiker (parteilos), Bürgermeister
- Bauer, Stephan (1865–1934), Schweizer Nationalökonom und Hochschullehrer
- Bauer, Stephan (* 1968), deutscher Kabarettist und Comedian
- Bauer, Stephan (* 1974), deutscher American-Football-Spieler und -Trainer
- Bauer, Stéphane (* 1962), französischer Kurator und Kunstvermittler
- Bauer, Steve (* 1959), kanadischer Radsportler
- Bauer, Steven (* 1956), US-amerikanischer SchauspielerSteven Bauer (* 1956)

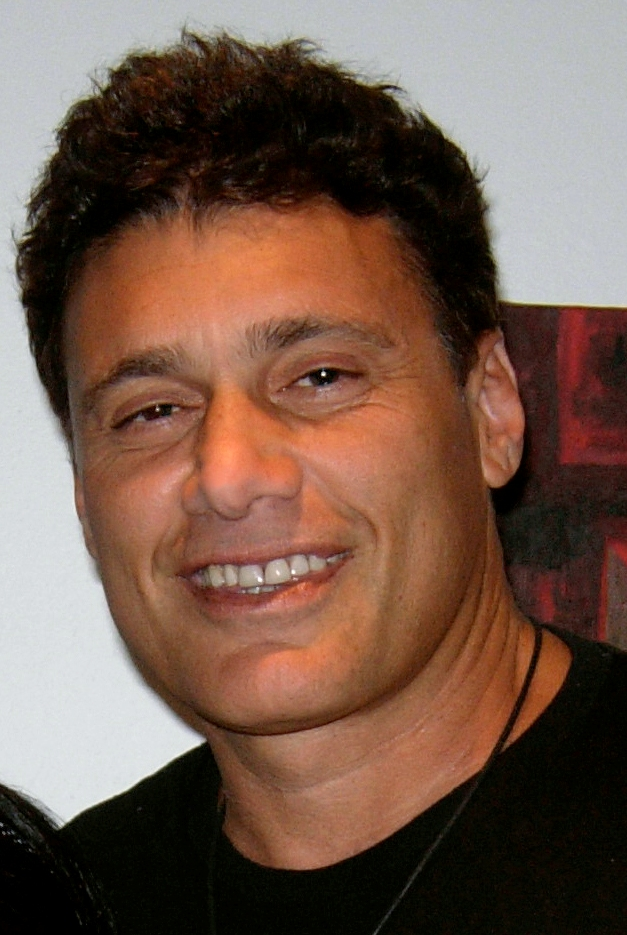
Steven Bauer (* 1956)

- Bauer, Susanne (* 1957), deutsche Psychologin und Musiktherapeutin
- Bauer, Sybil (1903–1927), US-amerikanische Schwimmerin

##### Bauer, T
- Bauer, Tanja (* 1969), österreichische Sport-Fernsehmoderatorin
- Bauer, Tanja (* 1975), deutsche Biathletin und Biathlontrainerin
- Bauer, Tanja (* 1983), Schweizer Politikerin (SP)
- Bauer, Theodor (1858–1944), deutscher Jurist, Staatsminister und Politiker (DVP)
- Bauer, Theodora (* 1990), österreichische Autorin
- Bauer, Théophile, belgischer Turner
- Bauer, Theresia (* 1965), deutsche Politikerin (Bündnis 90/Die Grünen), MdLTheresia Bauer (* 1965)

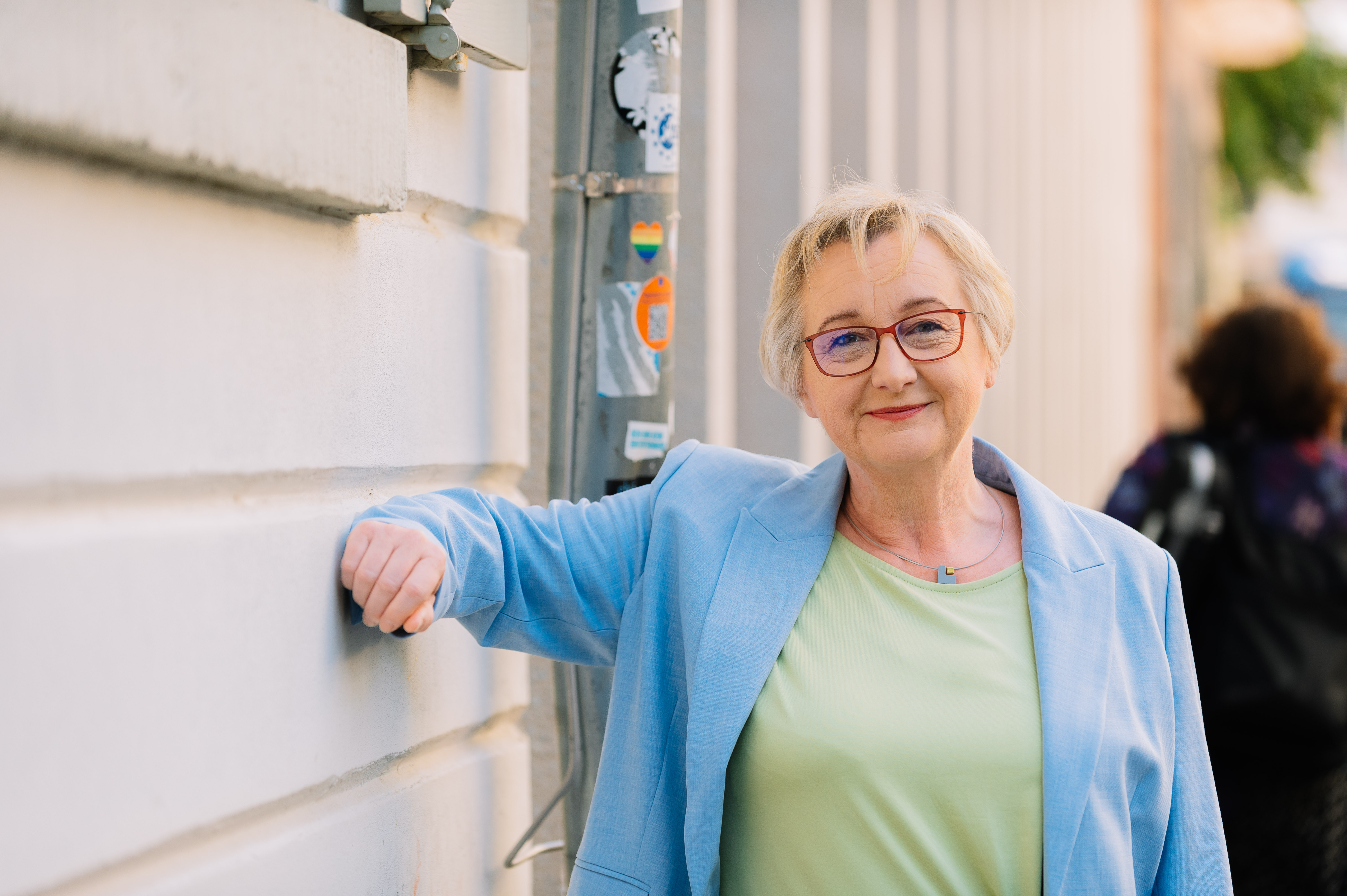
Theresia Bauer (* 1965)

- Bauer, Thomas (1821–1893), deutscher Ordensgeistlicher, Benediktiner und Theologe
- Bauer, Thomas (* 1943), deutscher Ökologe und Hochschullehrer
- Bauer, Thomas (* 1955), deutscher Bauunternehmer und Verbandsfunktionär
- Bauer, Thomas (* 1957), deutscher Verwaltungsbeamter
- Bauer, Thomas (* 1961), deutscher Arabist und Islamwissenschaftler
- Bauer, Thomas (* 1976), deutscher Schriftsteller und Reisebuchautor
- Bauer, Thomas (* 1984), deutscher Shorttrackläufer
- Bauer, Thomas (* 1986), österreichischer Handballtorwart
- Bauer, Thomas E. (* 1970), deutscher Bariton
- Bauer, Thomas Johann (* 1973), deutscher römisch-katholischer Theologe und Hochschullehrer
- Bauer, Thomas K. (* 1968), deutscher Ökonom
- Bauer, Thorsten (* 1977), deutscher Fußballspieler
- Bauer, Tim (* 1985), deutscher Fußballspieler
- Bauer, Tobias (* 1988), deutscher Fußballspieler
- Bauer, Tom (* 1996), deutscher Fußballschiedsrichter
- Bauer, Tony (* 1995), deutscher ComedianTony Bauer (* 1995)

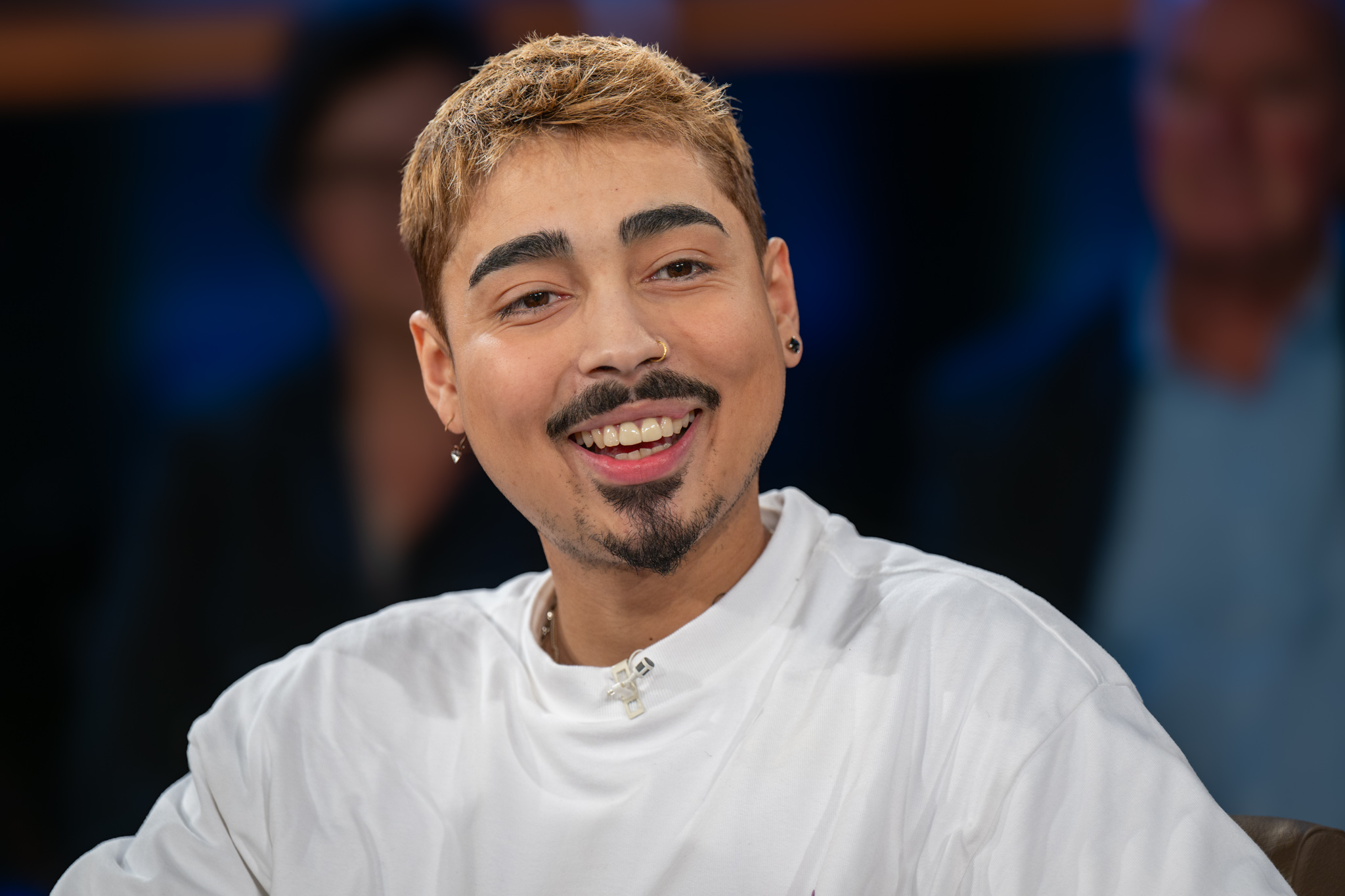
Tony Bauer (* 1995)

- Bauer, Torsten (* 1961), deutscher Schauspieler
- Bauer, Tristán (* 1959), argentinischer Filmregisseur, Kameramann und Drehbuchautor

##### Bauer, U
- Bauer, Udo (* 1959), deutscher Leichtathlet
- Bauer, Uli (* 1957), deutscher Schauspieler, Musiker, Sänger und Kabarettist
- Bauer, Ullrich (* 1971), deutscher Soziologe und Professor für Sozialisationsforschung an der Universität Bielefeld
- Bauer, Ulrich (* 1939), deutscher Politiker (SPD), Oberbürgermeister von Esslingen am Neckar
- Bauer, Ursula (1947–2024), Schweizer Autorin
- Bauer, Uschi (* 1950), deutsche Sängerin volkstümlicher Musik
- Bauer, Ute Meta (* 1958), deutsche Ausstellungskuratorin, Direktorin des „Visual Arts Programs“ im Department of Architecture am Massachusetts Institute of Technology
- Bauer, Uwe (* 1960), deutscher Fußballspieler

##### Bauer, V
- Bauer, Valentin (1885–1974), deutscher Politiker (SPD), MdL, Bürgermeister von Ludwigshafen am Rhein
- Bauer, Valentin (* 1994), österreichischer Basketballspieler
- Bauer, Veronika (* 1979), kanadische Freestyle-Skisportlerin
- Bauer, Victor (1876–1939), österreichischer Unternehmer
- Bauer, Viktor (1885–1977), deutscher Politiker (NSDAP), MdR
- Bauer, Viktor (1915–1969), deutscher Luftwaffenoffizier im Zweiten Weltkrieg
- Bauer, Viktor von (1847–1911), Unternehmer
- Bauer, Viola (* 1976), deutsche Skilangläuferin
- Bauer, Vladimír (1925–1991), tschechischer Bühnen- und Konzertsänger (Bariton)
- Bauer, Volker (* 1971), deutscher Politiker (CSU), MdL

##### Bauer, W
- Bauer, Walter (1877–1960), deutscher TheologeWalter Bauer (1877–1960)

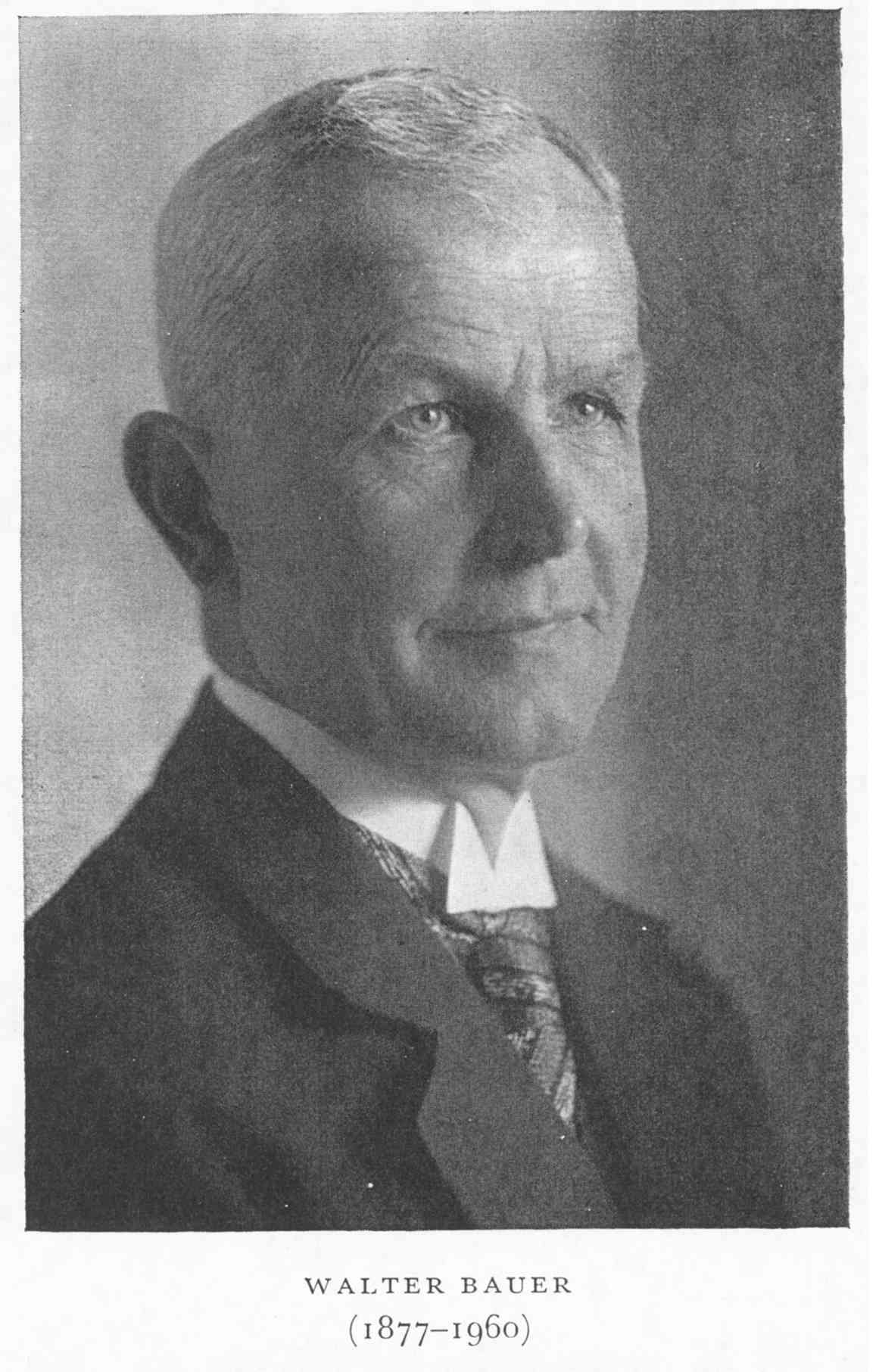
Walter Bauer (1877–1960)

- Bauer, Walter (1893–1968), deutscher Chemiker
- Bauer, Walter (1904–1976), deutscher Schriftsteller
- Bauer, Walter (1919–2011), deutscher Politiker (CDU)
- Bauer, Walter (1922–2000), österreichischer Politiker (FPÖ), Landtagsabgeordneter
- Bauer, Walter Albert (1901–1968), deutscher Unternehmer und Industrieller
- Bauer, Walter Alexander (1921–2011), deutscher Schriftsteller
- Bauer, Walter Alois (1924–2014), deutscher Lehrer und Politiker (SPD), MdL Bayern
- Bauer, Werner (1925–1994), deutscher Kinder- und Jugendbuchautor
- Bauer, Werner (1934–2021), deutscher Licht- und Kinetikkünstler
- Bauer, Werner M. (1941–2015), österreichischer Literaturwissenschaftler (Germanist) und Hochschullehrer
- Bauer, Werner T. (* 1958), österreichischer Ethnologe, Dokumentarfilmer und wissenschaftlicher Autor
- Bauer, Wilfried (1944–2005), deutscher Fotograf
- Bauer, Wilfried (* 1963), deutscher Geologe und Polarforscher
- Bauer, Wilhelm (1819–1890), preußischer Generalmajor
- Bauer, Wilhelm (1822–1875), deutscher Schiffbauer, Erbauer der ersten modernen U-BooteWilhelm Bauer (1822–1875)

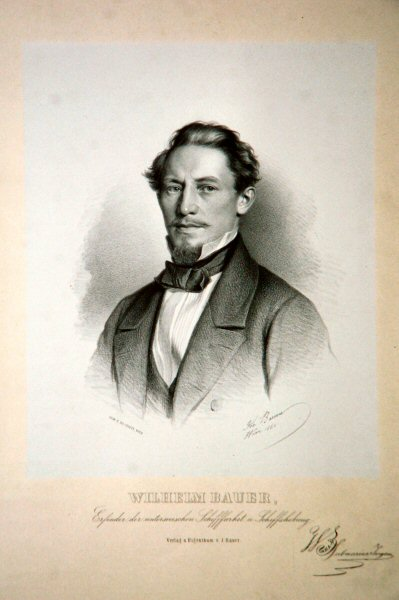
Wilhelm Bauer (1822–1875)

- Bauer, Wilhelm (* 1864), österreichischer Kinderdarsteller, Theaterschauspieler und Sänger (Tenor)
- Bauer, Wilhelm (1865–1900), deutscher oder österreichischer Automobilrennfahrer
- Bauer, Wilhelm (1877–1953), österreichischer Historiker
- Bauer, Wilhelm (1889–1969), deutscher evangelisch-lutherischer Kirchenrat
- Bauer, Wilhelm (1890–1965), deutscher Politiker (CDU)
- Bauer, Wilhelm (1904–1974), deutscher Ökonom
- Bauer, Wilhelm (1924–2013), deutscher Heimatforscher
- Bauer, Wilhelm Gottfried (1790–1855), deutscher Porträtmaler und Kopierer
- Bauer, Wilhelm Ludwig (1753–1812), deutscher Jurist
- Bauer, Willi (* 1942), österreichischer Bergsteiger
- Bauer, William Otto (1886–1943), deutscher Handelsreisender und ein Opfer der NS-Kriegsjustiz
- Bauer, Willy (1930–1991), deutscher Naturschützer
- Bauer, Willy (* 1947), deutscher Motocross-Rennfahrer
- Bauer, Wolf (* 1939), deutscher Politiker (CDU), MdB
- Bauer, Wolf (* 1950), deutscher Film- und FernsehproduzentWolf Bauer (* 1950)

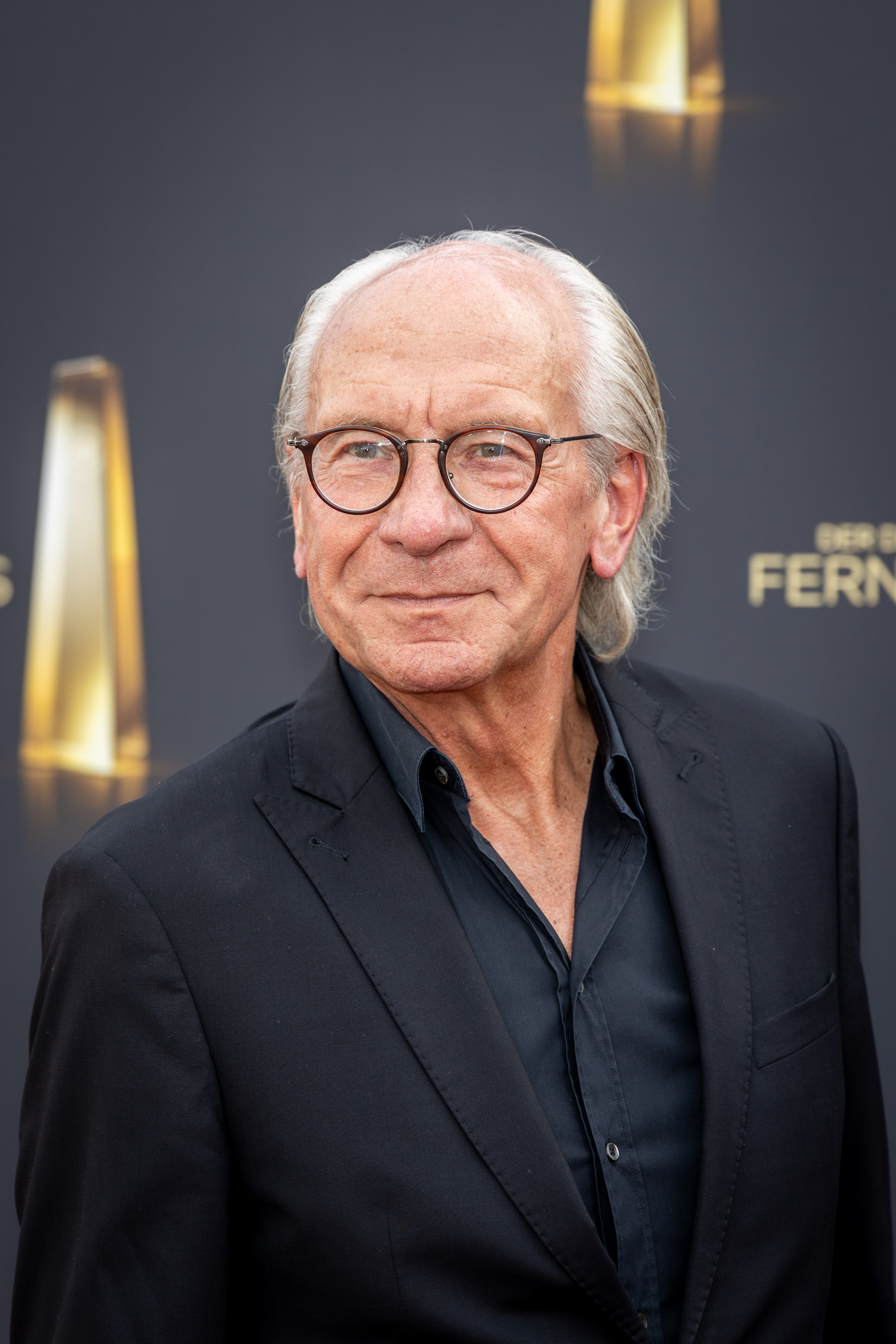
Wolf Bauer (* 1950)

- Bauer, Wolfgang (1828–1880), deutscher Gymnasiallehrer und Altphilologe
- Bauer, Wolfgang (1930–1997), deutscher Sinologe
- Bauer, Wolfgang (* 1933), deutscher Heimatforscher und Hobbyarchäologe
- Bauer, Wolfgang (* 1940), deutscher Autor
- Bauer, Wolfgang (1941–2005), österreichischer Schriftsteller
- Bauer, Wolfgang (* 1965), deutscher Solotrompeter
- Bauer, Wolfgang (* 1970), deutscher Journalist und Kriegsberichterstatter
- Bauer, Wolfgang (* 1970), deutscher Geodät
- Bauer, Wolfgang Maria (* 1963), deutscher Schauspieler
- Bauer, Wolfgang-Michael (* 1986), österreichischer Komponist
- Bauer, Wolfram, deutscher Tischtennisspieler

##### Bauer, Y
- Bauer, Yehuda (1926–2024), israelischer HolocaustforscherYehuda Bauer (1926–2024)

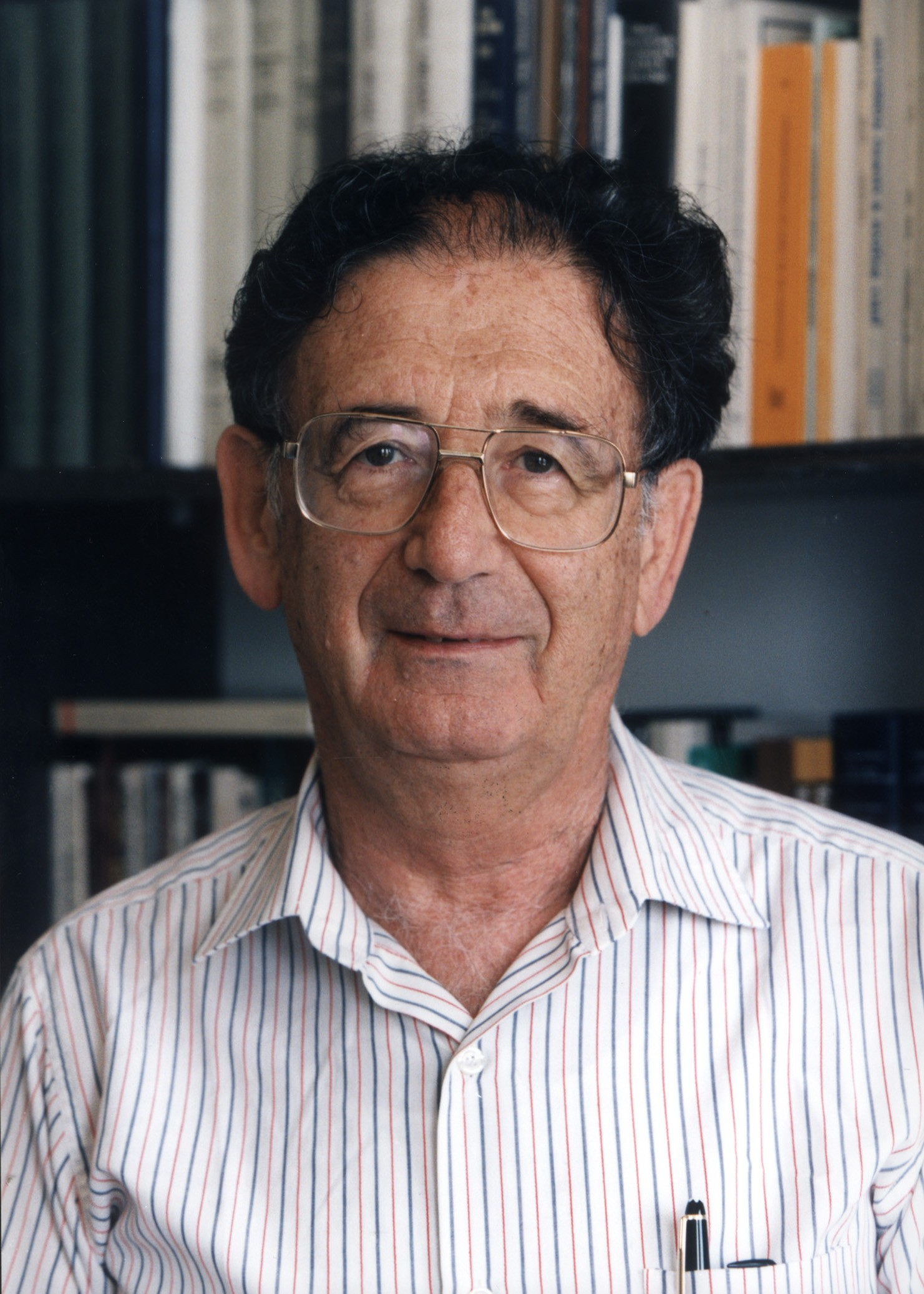
Yehuda Bauer (1926–2024)

- Bauer, Yvonne (* 1977), deutsche Medienmanagerin und Verlegerin

#### Bauer-

##### Bauer-B
- Bauer-Bredt, Eduard (1878–1945), deutscher Landschafts- und Porträtmaler
- Bauer-Bung, Heidi (1926–2022), deutsche Pianistin und Klavierprofessorin

##### Bauer-E
- Bauer-Ecsy, Leni (1909–1995), deutsche Bühnen- und Kostümbildnerin
- Bauer-Ehrlich, Bettina (1903–1985), österreichische Malerin, Graphikerin und Schriftstellerin

##### Bauer-F
- Bauer-Friedrich, Thomas (* 1976), deutscher Kunsthistoriker

##### Bauer-H
- Bauer-Haderlein, Robert (1914–1996), deutscher Bildhauer und Restaurator
- Bauer-Heusler, Barbara Isabella (* 1948), deutsche bildende Künstlerin

##### Bauer-J
- Bauer-Jelinek, Christine (* 1952), österreichischer Wirtschaftscoach und Sachbuchautorin

##### Bauer-L
- Bauer-Lagier, Monique (1922–2006), Schweizer Politikerin (LPS)
- Bauer-Lechner, Natalie (1858–1921), Bratschistin und langjährige Vertraute von Gustav Mahler

##### Bauer-M
- Bauer-Mengelberg, Käthe (1894–1968), deutsche Nationalökonomin und Soziologin
- Bauer-Mitterlehner, Chiara (* 2009), österreichische Schauspielerin

##### Bauer-P
- Bauer-Pezellen, Tina (1897–1979), deutsche Malerin und Grafikerin
- Bauer-Pilecka, Olga (1887–1941), österreichische Oratorien- und Konzertsängerin

##### Bauer-R
- Bauer-Revellio, Grit (1924–2013), deutsche Architektin

##### Bauer-S
- Bauer-Schwind, Greta (1904–1944), deutschsprachige Lyrikerin
- Bauer-Stumpff, Jo (1873–1964), niederländische Malerin und Zeichnerin

##### Bauer-T
- Bauer-Theussl, Franz (1928–2010), österreichischer Dirigent

##### Bauer-W
- Bauer-Wabnegg, Walter (* 1954), deutscher Medienwissenschaftler, Präsident der Universität Erfurt

#### Bauerb
- Bauerbacher, Margaretha († 1576), Opfer der Hexenverfolgung in Ersingen
- Bauerband, Johann Joseph (1800–1878), deutscher Jurist, Universitätsprofessor und 1848 Mitglied der Preußischen Nationalversammlung

#### Bauerd
- Bauerdick, Benni (* 1988), deutscher Moderator und Journalist
- Bauerdick, Rolf (1957–2018), deutscher Autor
- Bauerdorf, Silke, deutsche Radrennfahrerin

#### Bauere
- Bauerecker, Dorrit (* 1973), deutsche Pianistin
- Baueregger, Karl (1919–1975), österreichischer Politiker (ÖVP), Landtagsabgeordneter, Landesrat in Niederösterreich, Mitglied des Bundesrates
- Bauereisen, Adam (1875–1961), deutscher Gynäkologe und Geburtshelfer
- Bauereisen, Erich (1913–1985), deutscher Physiologe und Gynäkologe
- Bauereisen, Friedrich (1895–1965), deutscher Politiker (CSU), MdB
- Bauereisen, Friedrich junior (1927–2006), deutscher Politiker (CSU), MdL
- Bauereisen, Nele (* 2004), deutsche Fußballspielerin
- Bauerett, Sarah (* 1984), deutsche Schauspielerin

#### Bauerf
- Bauerfeind, Charlie (* 1963), deutscher Musikproduzent
- Bauerfeind, Hans B. (1940–2023), deutscher Unternehmer
- Bauerfeind, Karl (1903–1988), deutscher Parteifunktionär (KPTsch, SED)
- Bauerfeind, Katrin (* 1982), deutsche Journalistin, Moderatorin und BuchautorinKatrin Bauerfeind (* 1982)

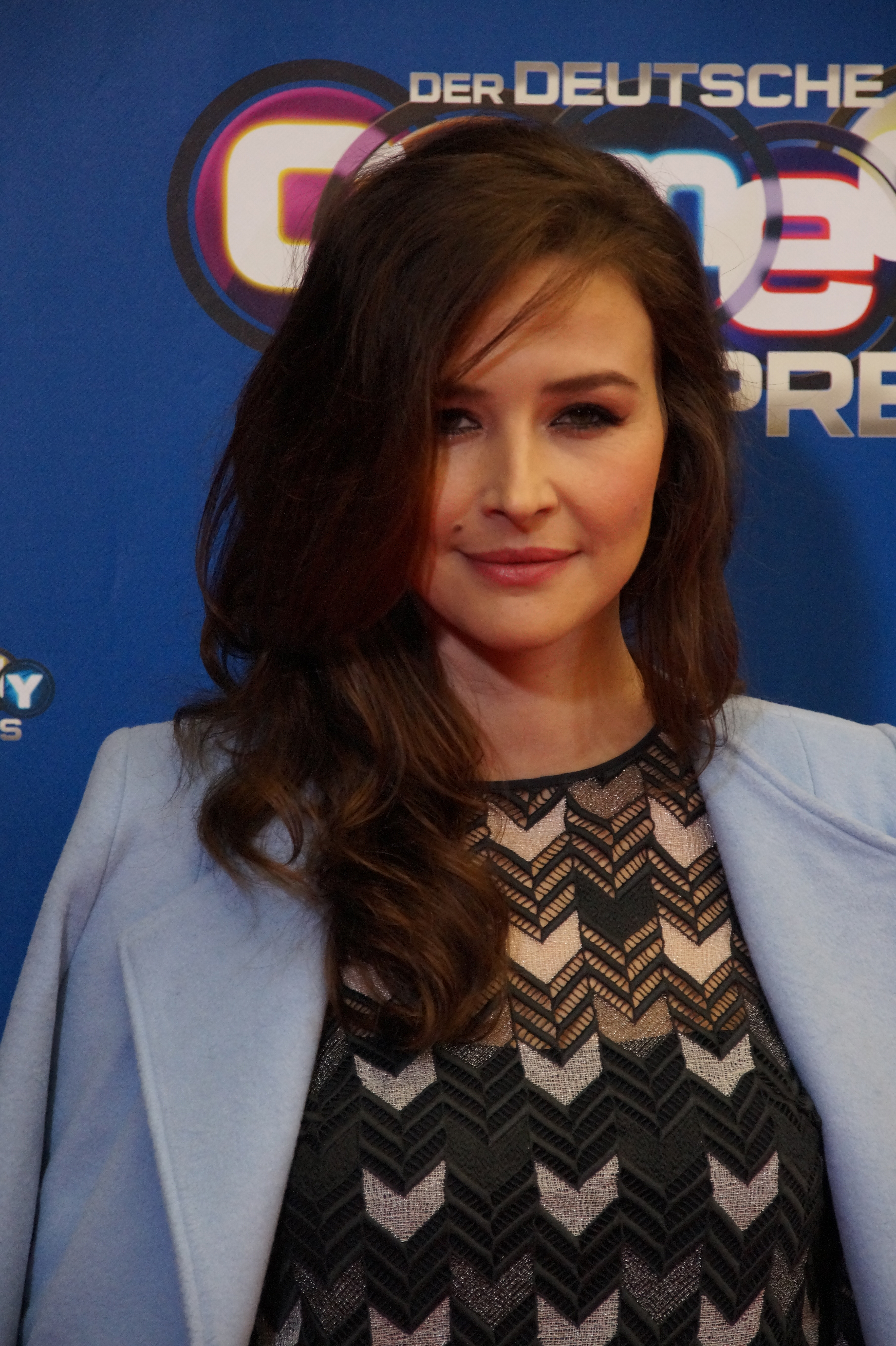
Katrin Bauerfeind (* 1982)

- Bauerfeld, Lothar (1924–2014), deutscher Schauspieler

#### Baueri
- Baueris, Vilhelmas, litauischer Fußballspieler

#### Bauerk
- Bauerkämper, Arnd (* 1958), deutscher Historiker
- Bauerkämper, Rolf (1947–2023), deutscher Fußballspieler

#### Bauerl
- Bäuerle, Adolf (1786–1859), österreichischer Schriftsteller
- Bäuerle, Balthas (1842–1891), württembergischer Landtagsabgeordneter
- Bäuerle, Dieter (1940–2023), deutsch-österreichischer Physiker und Hochschullehrer
- Bäuerle, Friederike (1814–1896), österreichische Pianistin und Schriftstellerin
- Bäuerle, Georg Fidel (1775–1847), deutscher Verwaltungsjurist
- Bäuerle, Helmut (1944–2004), deutscher Politiker (SPD), MdL
- Bäuerle, Hermann (1869–1936), deutscher katholischer Geistlicher, Kirchenmusiker und Schulleiter
- Bäuerle, Hermann (1886–1972), deutscher Maler und Radierer
- Bäuerle, Jürgen (* 1954), deutscher Kommunalpolitiker
- Bauerle, Karl Wilhelm (1831–1912), deutscher Kunstmaler
- Bäuerle, Klara (1905–1942), deutsche Kabarettistin, Schauspielerin und Sängerin
- Bäuerle, Pascal (* 1999), deutscher Volleyballspieler
- Bäuerle, Peter (* 1956), deutscher Chemiker
- Bäuerle, Theodor (1882–1956), deutscher Pädagoge, Verwaltungsbeamter und Politiker
- Bäuerle, Werner (* 1958), deutscher Architekt und Hochschullehrer
- Bäuerle, Willi (1926–1996), deutscher Politiker (SPD), MdB
- Bäuerle, Wolfgang (1926–1982), deutscher Sozialpädagoge
- Bäuerlein, Marita (* 1944), deutsche Politikerin (CSU), MdL (Bayern), Weinkönigin
- Bauerlein, Monika (* 1965), deutsch-amerikanische Journalistin
- Bäuerlein, Peter (* 1960), deutscher Radsportler
- Bäuerlein, Stjepan (1905–1973), jugoslawischer Geistlicher, römisch-katholischer Bischof von Đakovo
- Bäuerlein, Theresa (* 1980), deutsche Autorin und Journalistin

#### Bauerm
- Bauermann, Dirk (* 1957), deutscher BasketballtrainerDirk Bauermann (* 1957)

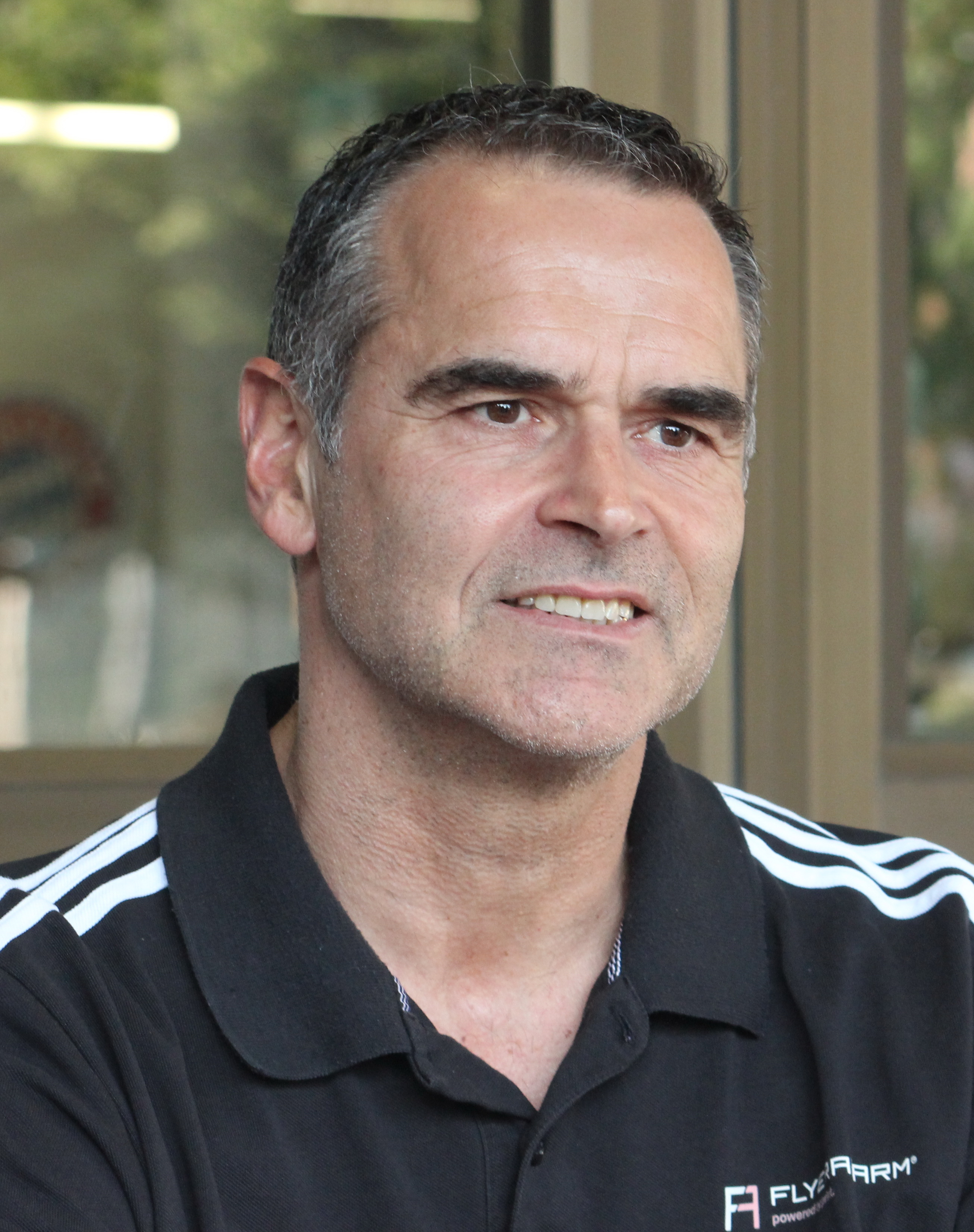
Dirk Bauermann (* 1957)

- Bauermann, Johannes (1900–1987), deutscher Staatsarchivdirektor, Honorarprofessor und Autor, Vorsitzender der Historischen Kommission für Westfalen
- Bauermeister, Claus-Günther († 2011), deutscher Sportler
- Bauermeister, Clemens (1837–1917), deutscher Gutsbesitzer und Politiker, MdR
- Bauermeister, Friedrich (* 1893), deutscher Autor und Städteplaner
- Bauermeister, Helmut (1927–1989), deutscher Wirtschaftsfunktionär und Botschafter der DDR
- Bauermeister, Hermann (1899–1968), deutscher Ingenieur und Ministerialbeamter
- Bauermeister, Johann Philipp (1788–1851), deutscher evangelischer Theologe
- Bauermeister, Kim (* 1970), deutscher Hindernis- und Langstreckenläufer
- Bauermeister, Louis (1839–1927), deutscher Unternehmer und Politiker, MdR
- Bauermeister, Mary (1934–2023), deutsche KünstlerinMary Bauermeister (1934–2023)

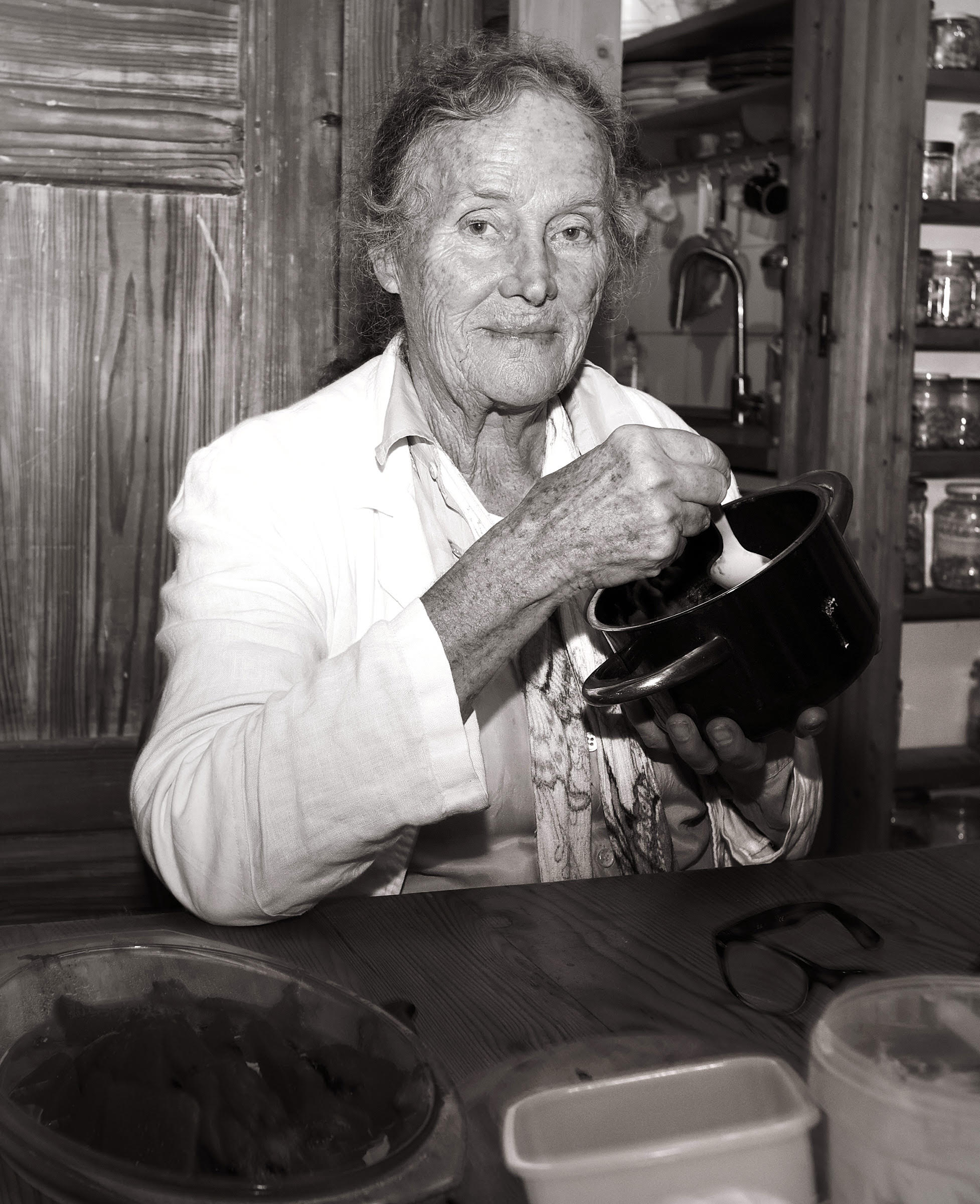
Mary Bauermeister (1934–2023)

- Bauermeister, Mathilde (1849–1926), deutsche Opernsängerin mit der Stimmlage Sopran
- Bauermüller, Johann Simon (1679–1737), deutscher Mediziner und Anatom

#### Bauern
- Bauernfeind, Eberhard († 2024), deutscher Basketballspieler
- Bauernfeind, Erich (* 1972), österreichischer Komponist
- Bauernfeind, Franca (* 1998), deutsche Politikerin, Bundesvorsitzende des RCDS (2021–2022), Autorin
- Bauernfeind, Georg Wilhelm (1728–1763), deutscher Zeichner und Kupferstecher
- Bauernfeind, Gustav (1848–1904), deutscher Maler, Illustrator und Architekt
- Bauernfeind, Johann (1908–1985), österreichischer Komponist
- Bauernfeind, Karl Maximilian von (1818–1894), deutscher Ingenieur und Geodät
- Bauernfeind, Kilian (* 2002), österreichischer Fußballspieler
- Bauernfeind, Matthias (* 1984), deutscher Politiker (CDU)
- Bauernfeind, Otto (1889–1972), deutscher evangelischer Theologe
- Bauernfeind, Ricarda (* 2000), deutsche RadrennfahrerinRicarda Bauernfeind (* 2000)

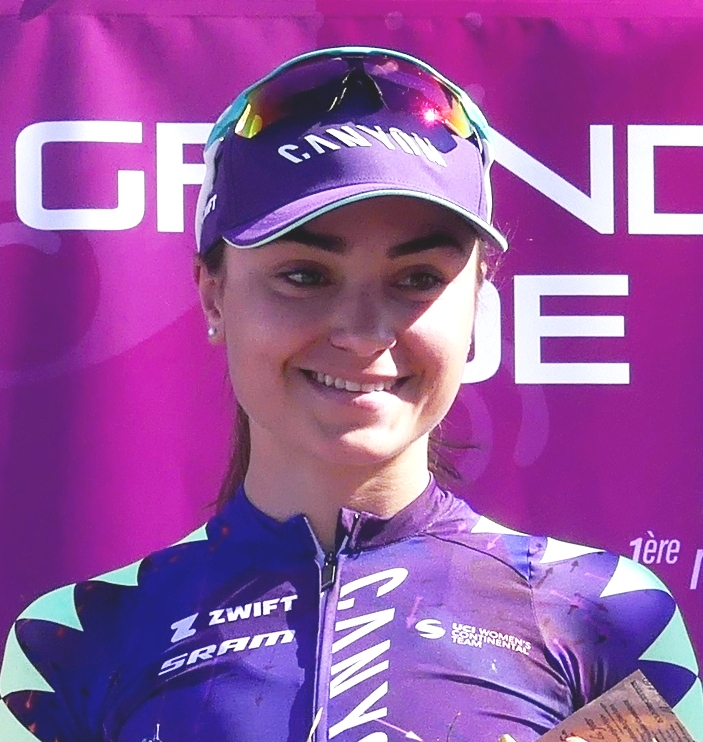
Ricarda Bauernfeind (* 2000)

- Bauernfeind, Tony D. (* 1969), US-amerikanischer Offizier, Generalleutnant der US Air Force
- Bauernfeind, Winfried (1935–2020), deutscher Opernregisseur
- Bauernfeind, Wolfgang (1944–2022), deutscher Journalist, Featureautor und -regisseur
- Bauernfeind-Weinberger, Volker (* 1941), deutscher Aquarellmaler
- Bauernfeld, Eduard von (1802–1890), österreichischer Lustspieldichter
- Bauernhansl, Thomas (* 1969), deutscher Ingenieur und Professor für Produktionstechnik und Fabrikbetrieb
- Bauernschmid, Karl Eduard (1801–1875), österreichischer Jurist, Politiker und Journalist
- Bauernschmidt, Amy, US-amerikanische Soldatin (Captain)

#### Bauero
- Bauerochse, Ernst (1925–2025), evangelischer Pfarrer, Missionar und Kirchenvertreter

#### Bauerr
- Bauerreiß, Hans (1908–1975), deutscher Politiker (CSU), MdL Bayern
- Bauerreiß, Romuald (1893–1971), deutscher römisch-katholischer Kirchenhistoriker und Benediktiner

#### Bauers
- Bauers, Lee (* 1965), deutsche Autorin von Fantasy- und Liebesromanen
- Bauersachs, Edwin (1893–1948), deutscher Mundartdichter des Erzgebirges
- Bauersachs, Fabian (* 1979), deutscher Motorradrennfahrer
- Bauersachs, Johann (* 1966), deutscher KardiologeJohann Bauersachs (* 1966)

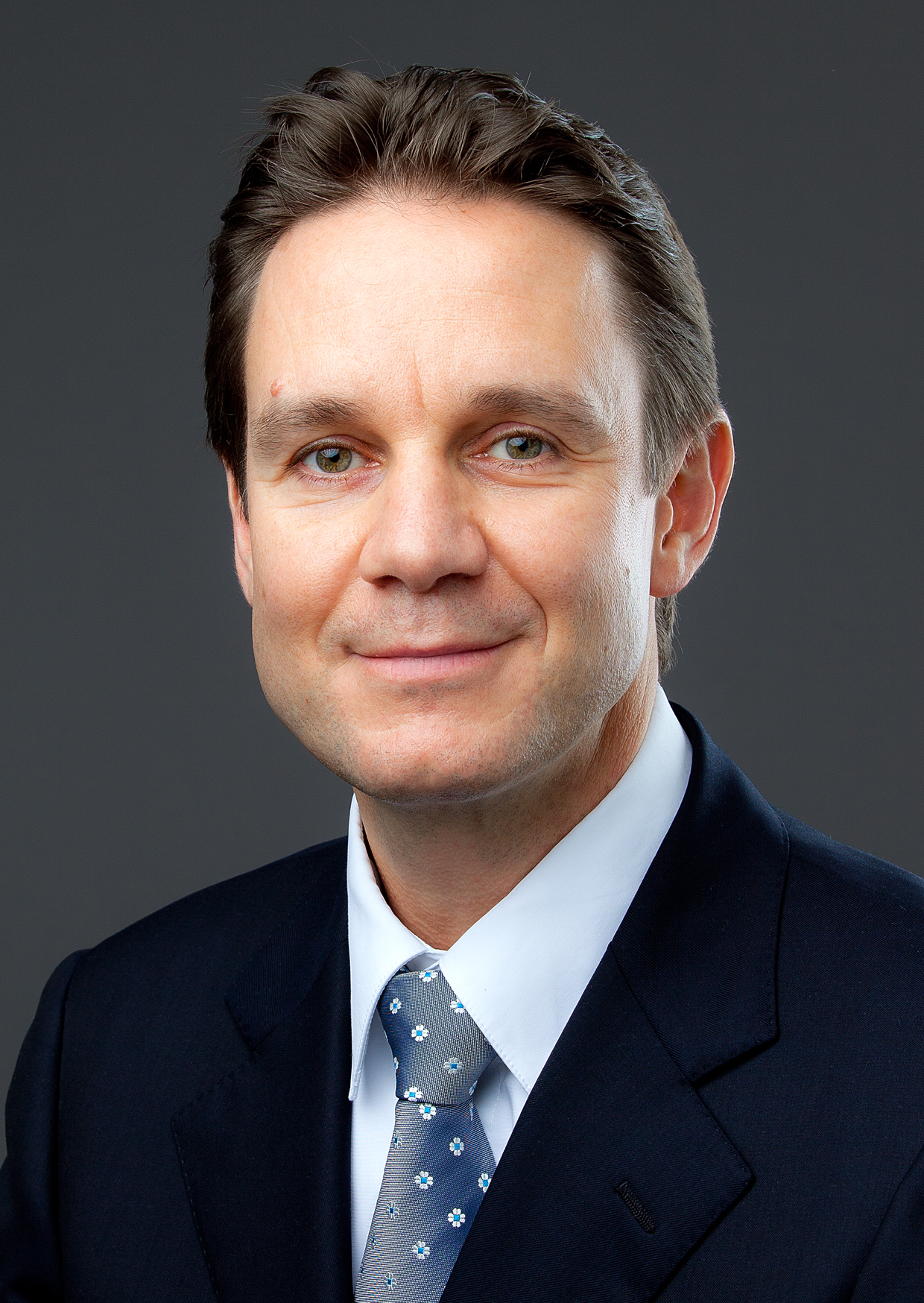
Johann Bauersachs (* 1966)

- Bauersachs, Rupert Martin, deutscher Angiologe
- Bauersachs, Volker (* 1968), deutscher Brigadegeneral der Bundeswehr
- Bauerschmidt, Hans (1876–1968), deutscher Kultusbeamter, Pädagoge und Fachautor
- Bauerschmidt, Maritta (* 1950), deutsche Geräteturnerin
- Bauerschmidt, Roland, Mathematiker
- Bauersfeld, Heinrich (1926–2022), deutscher Hochschullehrer
- Bauersfeld, Karl-Heinz (1927–2016), deutscher Sportwissenschaftler, Hochschullehrer, Leichtathletiktrainer
- Bauersfeld, Walther (1879–1959), deutscher Maschinenbau-Ingenieur und Physiker
- Bauersima, Igor (* 1964), Schweizer Dramatiker und Regisseur
- Bauersima, Ivo (* 1931), tschechoslowakisch-schweizerischer Astronom und Geodät

#### Bauert
- Bauert, Barthold (1682–1749), deutscher Kaufmann und Ratsherr der Hansestadt Lübeck
- Bauert, Monika (* 1943), deutsche Kostümbildnerin
- Bauert, Rainer (* 1962), deutscher Handballspieler

### Baues
- Baues, Wilhelm (* 1948), deutscher Kanute